# Песма Евровизије 2022.
Песма Евровизије 2022. (енгл. Eurovision Song Contest 2022; фр. Concours Eurovision de la chanson 2022) је 66. по реду избор за Песму Евровизије. Одржана је у Торину, Италији, захваљујући победи групе Måneskin на Песми Евровизије 2021. године у Ротердаму са песмом Zitti e buoni. Ово је био трећи пут да се такмичење одржава у Италији, после 1965. године у Напуљу и 1991. године у Риму.
Након Лондона, Амстердама, Стокхолма, Париза, Минхена, Рима, Осла, Атине и Москве, Песма Евровизије је организована у још једном олимпијском граду. Такмичење се састојало из два полуфинала која су одржана 10. и 12. маја и финала које се одржало 14. маја 2022.
Укупно 40 земаља је учествовало на такмичењу. Јерменија и Црна Гора су се вратили након одсуства 2021. године, док је Русија дисквалификована са такмичења због инвазије на Украјину. По први пут у историји Песме Евровизије је изведена песма која садржи део текста на латинском језику, док је ово било прво издање без иједне песме на француском.
Украјина је остварила своју трећу победу на такмичењу након што су победили 2004. и 2016. године. ЕБУ је дала извештај да је такмичење уживо на телевизијипратило 161 милион гледалаца што је за 22 милиона мање у односу на 2021. годину. Разлог драстичног пада гледаности лежи у искључењу Русије са такмичења, као и у искључивању гледаности у Украјини. У свим осталим тржиштима заједно, у поређењу са 2021, виђен је пораст од 7 милиона гледалаца. Онлајн преносе је гледало 18 милиона људи.

## Избор града домаћина
Такмичење је одржано у Италији, након победе Италије на такмичењу 2021. године када их је представљао Måneskin са песмом Zitti e buoni.

### Конкурс за домаћинство
Након победе Италије у Ротердаму, 23. маја 2021. године, представници из Болоње, Милана, Пезара, Напуља и Торина су изразили интерес за домаћинство. Истог дана је градоначелник Ређо Емилије Лука Веки такође изразио интерес за домаћинство да се такмичење одржи у арени РЦФ са капацитетом од 100.000 посетилаца. Такође је и градоначелница Рима Вирџинија Рађи изразила интерес за домаћинство. 24. маја 2021. градоначелник Риминија је такође изразио интерес за домаћинство, предложивши арену Фјера ди Римини. Истог дана, градоначелници из Фиренце, Санрема и Вероне су такође изразили интерес за домаћинство.
7. јула 2021. ЕБУ и италијанска телевизија RAI су покренули процедуру конкурисања за домаћинство где су објавили листу критеријума неопходних за град и место одржавања:
- Место одржавања мора бити слободно за коришћење 6 недеља пре такмичења као и 1 недељу после такмичења;
- Место одржавања мора бити у затвореном са повољном климатизацијом, да има добро инсталиран периметар и да капатицет арене буде између 8.000 и 10.000 посетилаца;
- Место одржавања мора садржати главну халу са капацитетом како би сместили сву неопходну опрему да би припремили продукцију преноса на високом нивоу и да има довољно простора како би се могло лако доћи до главне хале како би подржали додатне продукцијске потребе као што су: прес центар, места за делегације, кабине итд.
- Град домаћин мора имати међународни аеродром који није удаљен од града више од 90 минута;
- Град домаћин мора имати преко 2.000 слободних хотелских соба близу арене.

У првој фази конкурисања, градови се пријављују формално. Сваки заинтересовани град мора представити своју понуду у виду књиге и послати италијанској телевизији најкасније до 12. јула 2021. Италијанска телевизија и ЕБУ ће затим прегледати све понуде током лета чиме ће град домаћин бити изабран при крају лета. 13. јула 2021. RAI телевизија је објавила да је 17 градова доставило понуду за домаћинство. Градови су били у обавези да до 4. августа 2021. доставе своје детаљне планове, што је 11 од 17 градова и учинило. 24. августа 2021. италијанска телевизија је објавила да је избор домаћина сведен на пет градова и то: Милано, Болоња, Пезаро, Римини и Торино. Одлука о избору града домаћина се очекивала крајем августа 2021. године, међутим до тога није дошло, јер је директор телевизије Rai 1 Стефано Колета изјавио да је при избору града домаћина неопходна "транспарентност и прецизност".
Следећи градови су изразили интерес за домаћинство:
 †  Изабран домаћин
 ‡  Ужи избор
  Презентовали књигу кандидатуре
| Град             | Арена                | Капацитет | Напомене |
| ---------------- | -------------------- | --------- | --- |
| Ачиреале         | ПалаТупарело         |           | |
| Алесандрија      | Читадела             |           | Кандидатура зависила од реновирања и изградње крова. |
| Бертиноро        | ПалаГаласи           | 7.500     | Домаћин Италијанског Кошаркашког Суперкупа 2013. и 2017. године. Кандидатрура подржана од стране Форлија, Чезене и скупштине Емилије-Ромање                                          |
| Болоња           | Унипол арена         | 20.000    | Домаћин Евролиге фајнал-фоур 2002. године, Италијански Кошаркашки Куп 2007., 2008. и 2009., Италијански Кошаркашки Суперкуп 2021. и финале "Џечино д'Оро" 2019.                      |
| Болоња           | Фјера ди Болоња      |           | Домаћин више од 75 традиционалних сајмова годишње |
| Витербо          | Фјера ди Витербо     |           | Неопходна је изградња крова. |
| Ђенова           | Паласпорт ди Ђенова  | 15.000    | |
| Језоло           | Палацо дел Туризмо   |           | Домаћин Мис Италије. Не испуњава захтеве капацитета. |
| Матера           | Чава дел Соле        |           | Неопходна је изградња крова. |
| Милано           | Медиоланум форум     | 12.700    | Домаћин МТВ Европских додела награда 1998. и 2015. године, такође један од домаћина групне фазе Европског првенства у кошарци 2022. Кандидатура подржана од стране владе Ломбардије. |
| Милано           | Палацо деле Скинтиле |           | Неопходно је реновирање. Кандидатура подржана од стране владе Ломбардије. |
| Палацоло Акрејде |                      |           | |
| Пезаро           | Витрифриго арена     | 10.323    | |
| Рим              | ПалаЛотоматика       | 11.200    | Домаћин кошаркашког турнира на Летњим олимпијским играма 1960. као и финалног жреба за Светског првенства у фудбалу 1990.                                                            |
| Римини           | Фјера ди Римини      |           | |
| Санремо          | Театар Аристон       | 2.000     | Домаћин традиционалног фестивала у Санрему од 1977. године. |
| Фиренца          | Нелсон Мандела форум | 8.200     | Домаћин Светског првенства у одбојци 2018., домаћин Италијанског Кошаркашког Купа 2018. и 2019. Кандидатуру подржала регионална влада Тоскане.                                       |
| Торино           | ПалаОлимпико         | 13.347    | Домаћин турнира у хокеју на леду на Зимским олимпијским играма 2006. |
| Трст             | ПалаТрст             | 6.943     | Не испуњава захтеве капацитета. |
| Трст             | Стадион Нерео Роко   | 21.000    | Домаћин Европског првенства у фудбалу до 21 године 2019.. Кандидатура зависила од конструкције крова.                                                                                |

8. октобра 2021. објављено је да ће домаћин такмичења бити Торино, и да ће се такмичење одржати у арени Пала Алпитур.

## Земље учеснице
Дана 20. октобра 2021. године ЕБУ је првобитно објавила да би на такмичењу 2022. године требало учествовати 41 земља. Јерменија и Црна Гора ће се вратити након одсуства 2021. године.
25. фебруара 2022. ЕБУ је објавила да је Русија дисквалификована са такмичења због инвазије на Украјину после притиска већег броја емитера чланица. Тако је број учесника смањен на 40.

### Листа земаља учесница
| Држава               | Емитер               | Извођач(и)                   | Песма                   | Језик                 | Аутор(и) |
| -------------------- | -------------------- | ---------------------------- | ----------------------- | --------------------- | --- |
| Азербејџан           | ИТВ                  | Надир Рустамли               | Fade to Black           | енглески              | Андреас Стоун Јохансон Андерс Вретхов Себастијан Шуб Томас Стенгард |
| Албанија             | РТШ                  | Ронела Хајати                | Sekret                  | албански, енглески    | Ронела Хајати |
| Аустралија           | СБС                  | Шелдон Рајли                 | Not the Same            | енглески              | Шелдон Рајли Кем Наксон |
| Аустрија             | ОРФ                  | Лумикс и Пиа Марија          | Halo                    | енглески              | Андерс Нилсен Габријеле Понте Лука Михлмајр Расмус Фликт Соги Александра Твид-Симонс                                                                                                   |
| Белгија              | РТБФ                 | Жереми Макизи                | Miss You                | енглески              | Жереми Макизи BGRZ Мано Ромити Мајк BGRZ Силвио Лизбон |
| Бугарска             | БНТ                  | Intelligent Music Project    | Intention               | енглески              | Милен Врабески |
| Грузија              | ГПБ                  | Circus Mircus                | Lock Me In              | енглески              | Circus Mircus |
| Грчка                | ЕРТ                  | Аманда Георгијади Тенфјорд   | Die Together            | енглески              | Аманда Георгијади Тенфјорд Бјорн Хелге Гамелсетер |
| Данска               | ДР                   | Reddi                        | The Show                | енглески              | Чиф 1 Реме Ихан Хајдар Сиги Сејври Јулија Фабрин |
| Естонија             | ЕРР                  | Стефан                       | Hope                    | енглески              | Стефан Ајрапетјан Карл-Андер Рејсман |
| Израел               | ИПБК/Кан             | Михаел Бен Давид             | I.M                     | енглески              | Шен Ахарони Лидор Садија Аси Тал |
| Ирска                | РТЕ                  | Брук                         | That's Rich             | енглески              | Брук Скалијон Изи Ворнер Карл Зајн |
| Исланд               | РУВ                  | Systur                       | Með hækkandi sól        | исландски             | Ловиса Елизабет Сигрунардоутир |
| Италија              | Раи                  | Мамуд и Вланко               | Brividi                 | италијански           | Алесандро Мамуд Рикардо Фабрикони Микеле Зока |
| Јерменија            | АМПТВ                | Роса Лин                     | Snap                    | енглески              | Роса Лин Ларц Принципато Кортни Харел Али Кристал Тамар Мардиродјан Капрелијан Жереми Дузуле                                                                                           |
| Кипар                | РИК                  | Андромахи                    | Ela                     | енглески, грчки       | Алекс Папаконстантину Араш Ејелар Мирзазаде Фатјон Мифтарај Филорета Фифи Раци Хералдо Сандел Јоргос Пападопулос Роберт Улман Виктор Свенсон Ил Љимани                                 |
| Летонија             | ЛТВ                  | Citi Zēni                    | Eat Your Salad          | енглески              | Робертс Меменс Јанис Јачменкис Дагнис Розинш Јанис Петерсонс |
| Литванија            | ЛРТ                  | Моника Љу                    | Sentimentai             | литвански             | Моника Љу |
| Малта                | ПБС                  | Ема Мускат                   | I Am What I Am          | енглески              | Дино Меданхоџић Џули Агард Стин Кинк Ема Мускат |
| Молдавија            | ТРМ                  | Zdob şi Zdub и Браћа Адвахов | Trenuleţul              | румунски              | Михај Гинку Роман Јагупов Васил Адвахов Виталиј Адвахов |
| Немачка              | НДР                  | Малик Харис                  | Rockstars               | енглески              | Малик Харис Мари Кобилка Робин Керо |
| Норвешка             | НРК                  | Subwoolfer                   | Give That Wolf a Banana | енглески              | Бен Адамс Гауте Ормасен Диџеј Астронаут |
| Пољска               | ТВП                  | Охман                        | River                   | енглески              | Кристијан Охман Ешли Хиклин Адам Вишнијевски Миколај Трибулец |
| Португал             | РТП                  | Маро                         | Saudade, saudade        | енглески, португалски | Маријана Сека Џон Бланда |
| Румунија             | ТВР                  | Wrs                          | Llámame                 | енглески, шпански     | Андреј Урсу Костел Доминтеану Чезар Гуна Александру Турку |
| Сан Марино           | СМРТВ                | Акиле Лауро                  | Stripper                | италијански           | Грегорио Калкули Марко Ланчијоти Матео Чичерони Матија Чутоло Данијеле Деци Данијеле Мунгај Давиде Петрела Федерико Де Маринис Франческо Висково Лауро Де Маринис Симон Пјетро Манцари |
| Северна Македонија   | МРТ                  | Андреа                       | Circles                 | енглески              | Александар Масевски Андреа Коевска |
| Словенија            | РТВ СЛО              | LPS                          | Disko                   | словеначки            | Филип Видушин Жига Жвижеј Гашпер Хлупич Марк Семеја Зала Веленшек |
| Србија               | РТС                  | Констракта                   | In corpore sano         | српски, латински      | Ана Ђурић Милован Бошковић |
| Уједињено Краљевство | ББЦ                  | Сем Рајдер                   | Space Man               | енглески              | Сем Рајдер Макс Волфганг Ејми Веџ |
| Украјина             | Суспиљне             | Kalush Orchestra             | Stefania                | украјински            | Ихор Диденчук Тимофеј Музичук Виталиј Дужик Иван Клименко Олег Псијук |
| Финска               | Уле                  | The Rasmus                   | Jezebel                 | енглески              | Лаури Иленен Дезмонд Чајлд |
| Француска            | Француска телевизија | Алван и Ahez                 | Fulenn                  | бретонски             | Алексис Морван Росијус Марвин Лавињ |
| Холандија            | АВРОТРОС             | S10                          | De Diepte               | холандски             | Стин ден Холандер Арно Крабман |
| Хрватска             | ХРТ                  | Миа Димшић                   | Guilty Pleasure         | енглески              | Миа Димшић Дамир Бачић Вјекослав Димтер |
| Црна Гора            | РТЦГ                 | Владана                      | Breathe                 | енглески              | Дарко Димитров Владана Вучинић |
| Чешка                | ЧТ                   | We Are Domi                  | Lights Off              | енглески              | Ејнар Ериксен Квалеј Аби Ф. Џоунс Доминика Хаскова Каспер Хатлестад Бењамин Рекстад |
| Швајцарска           | СРГ ССР              | Маријус Бер                  | Boys Do Cry             | енглески              | Мартин Галоп Маријус Бер |
| Шведска              | СВТ                  | Корнелија Јакобс             | Hold Me Closer          | енглески              | Иса Молин Давид Занден Корнелија Јакобсдотер |
| Шпанија              | РТВЕ                 | Чанел                        | SloMo                   | шпански, енглески     | Лерој Санчез Кит Харис Ибере Фортес Мети Сабо Арјен Тонен |

#### Извођачи који су учествовали раније
| Извођач(и)                                             | Држава    | Коментар | Реф.   |
| ------------------------------------------------------ | --------- | --- | ------ |
| Мамуд                                                  | Италија   | Представљао је Италију 2019. са песмом Soldi и завршио на другом месту.                                                                               | [ 42 ] |
| Zdob şi Zdub                                           | Молдавија | Представљали су Молдавију 2005. са песмом Boonika bate Toba и 2011. са песмом So Lucky.                                                               | [ 43 ] |
| Ника Кочаров (члан групе Circus Mircus)                | Грузија   | Представљао је Грузију 2016. заједно са групом Young Georgian Lolitaz са песмом Midnight Gold. Његов идентитет није био познат пре и током такмичења. | [ 44 ] |
| Стојан Јанкулов (члан групе Intelligent Music Project) | Бугарска  | Два пута је представљао Бугарску заједно са Јелицом Тодоровом, 2007. са песмом Water и 2013. са песмом Samo shampioni (Само шампиони).                | [ 45 ] |
| Ихор Диденчук (члан групе Kalush Orchestra)            | Украјина  | Представљао је Украјину 2021. као члан групе Go A са песмом Shum (Шум).                                                                               | [ 46 ] |
| Ихар Хајдар (чланица групе Reddi)                      | Данска    | Представљала је Данску као део пратећег бенда Солуне Самај 2012.                                                                                      | [ 47 ] |

## Продукција

### Графички дизајн
Графички дизајн и логотип такмичења 2022. су представљени 21. јануара 2022. Истог дана је представљен и слоган такмичења који гласи The Sound of Beauty (Звук лепоте). Графички дизајн је дизајниран на симетричној структури и обрасцима киматике која се бави проучавањем феномена звучних таласа. Такође, као инспирација је послужила и италијански облик баштенског врта који има облик киматике. Киматика у тематској уметности визуелно наглашава и Сунце и космички портал који се може отворити ка идеји звука лепоте. Фонт и позадина су дизајнирани у стилу италијанских рекламних постера са почетка 20. века.

### Дизајн позорнице
22. новембра 2021. године, дизајнерка Франческа Монтинаро је објавила да је добила посао дизајнирања сцене за Песму Евровизије 2022. Позорница ће бити у облику сунца а испред ње ће бити структура која изгледа као венац. По први пут од 2015, неће бити мање (сателитске) позорнице у арени, већ само главна позорница. Као и претходних година, имаће ЛЕД екране. Велика разлика између ове, и позорница претходних година је што ће позорница у Торину моћи да се окреће.
RAI и ЕБУ су 18. фебруара 2022. открили дизајн позорнице. Сцена носи надимак „унутрашње Сунце" и дизајн је базиран на идеји кретања светлости и Сунца. Сцена такође садржи минијатурни водопад, а зелена соба је рекреација италијанске баште. Монтинаро има искуства у дизајнирању сцена, јер је дизајнирала сцене за Фестивал у Санрему 2013. и 2019. Ово је прва година од 2016. да немачки дизајнер Флоријан Видер није дизајнер сцене.

### Водитељи
3. децембра 2021. године, директор телевизије Раи, Стефано Колета, је изјавио како ће имена водитеља такмичења бити откривена после завршетка фестивала у Санрему. 29. јануара 2022, Стефано Колета, директор RAI 1 је у интервјуу за магазин Panorama да ће домаћини Песме Евровизије бити откривени током Фестивала у Санрему. Италијанска новинска агенција Adnkronos и ТВ магазин TV Sorrisi e Canzoni су пренели да популарна италијанска певачица Лаура Паусини, телевизијски водитељ Алесандро Кателан и британски певач Мика имају највеће шансе да буду водитељи. 2. фебруара 2022. године, италијанска телевизија је и званично објавила да ће Лаура Паусини, Алесандро Кателан и Мика бити водитељи такмичења.

## Формат

### Снимљени наступи
30. новембра 2021, ОГАЕ клуб Грчке је незванично открио да ће другу годину за редом, ЕБУ од свих емитера учесника тражити да сниме резервне снимке на којима извођачи представници државе изводе своју песму уживо из својих земаља, у случају да из епидемиолошких разлога делегација не може отпутовати у Торино или ако буде стављена у карантин по доласку. Извршни супервизор Мартин Естердал је касније потврдио ове информације, напоменувши да се разматрају два модула организације.

### Строжа правила о датумима објављивања песмама
У јануару 2022, украјински емитер је открио да је ЕБУ пооштрио правила око песама које смеју да се такмиче. До 2022, правила су налагала да свака песма која се такмичи није смела да буде објављена комерцијално пре првог септембра претходне године. Сада, то правило је проширено тако да ни једна песма не сме да буде на било који начин представљена јавности пре првог септембра претходне године, укључујући јавна извођења. Одговорност је сваког емитера-учесника да ово правило спроведе. Да је ово правило постојало пар раније, победничка песма Евровизије 2016. 1944 не би могла да се такмичи.

### Жреб за полуфинале
Жреб за полуфинале је одржан 25. јануара 2022. године у Торину. Земље учеснице, сем директних финалиста (велике петорке; домаћин Италија је чланица велике петорке), су подељене у шест шешира, формираних на основу историјата размене поена међу државама у последњих 15 година, по чему су касније извучени учесници по полуфиналима.
Састав шешира је следећи:‍
| Шешир број 1                                                                | Шешир број 2                                                 | Шешир број 3                                                    | Шешир број 4                                               | Шешир број 5                                                      | Шешир број 6                                                  |
| --------------------------------------------------------------------------- | ------------------------------------------------------------ | --------------------------------------------------------------- | ---------------------------------------------------------- | ----------------------------------------------------------------- | ------------------------------------------------------------- |
| - Албанија - Северна Македонија - Словенија - Србија - Хрватска - Црна Гора | - Аустралија - Данска - Исланд - Норвешка - Финска - Шведска | - Азербејџан - Грузија - Израел - Јерменија - Русија - Украјина | - Бугарска - Грчка - Кипар - Малта - Португал - Сан Марино | - Естонија - Летонија - Литванија - Молдавија - Пољска - Румунија | - Аустрија - Белгија - Ирска - Холандија - Чешка - Швајцарска |

## Преглед такмичења

### Прво полуфинале
17 земаља је учествовало у првом полуфиналу. Право гласа су имали публика и чланови жирија из Италије и Француске. Русија је првобитно била жребована да наступи у овом полуфиналу, али је дисквалификована са такмичења због инвазије на Украјину после притиска већег броја емитера чланица.
| #‍  | Држава‍     | Извођач(и)‍                    | Песма‍           | Пласман | Поени |
| -- | ---------- | ----------------------------- | --------------- | ------- | ----- |
| 01 | Албанија   | Ронела Хајати                 |                 | 12.     | 58    |
| 02 | Летонија   | Citi Zēni                     |                 | 14.     | 55    |
| 03 | Литванија  | Моника Љу                     |                 | 7.      | 159   |
| 04 | Швајцарска | Маријус Бер                   |                 | 9.      | 118   |
| 05 | Словенија  | Last Pizza Slice              |                 | 17.     | 15    |
| 06 | Украјина   | Kalush Orchestra              |                 | 1.      | 337   |
| 07 | Бугарска   | Intelligent Music Project     |                 | 16.     | 29    |
| 08 | Холандија  | S10                           | De Diepte       | 2.      | 221   |
| 09 | Молдавија  | Zdob și Zdub и Frații Advahov |                 | 8.      | 154   |
| 10 | Португал   | Маро                          |                 | 4.      | 208   |
| 11 | Хрватска   | Миа Димшић                    | Guilty Pleasure | 11.     | 75    |
| 12 | Данска     | Reddi                         |                 | 13.     | 55    |
| 13 | Аустрија   | Лумикс са Пиом Маријом        |                 | 15.     | 42    |
| 14 | Исланд     | Systur                        |                 | 10.     | 103   |
| 15 | Грчка      | Аманда Георгијади Тенфјорд    | Die Together    | 3.      | 211   |
| 16 | Норвешка   | Subwoolfer                    |                 | 6.      | 177   |
| 17 | Јерменија  | Роса Лин                      |                 | 5.      | 187   |

### Друго полуфинале
18 земаља је учествовало у другом полуфиналу. Право гласа су имали публика и чланови жирија из Немачке, Уједињеног Краљевства и Шпаније.
| #‍  | Држава‍             | Извођач(и)‍       | Песма‍          | Пласман | Поени |
| -- | ------------------ | ---------------- | -------------- | ------- | ----- |
| 01 | Финска             | The Rasmus       |                | 7.      | 162   |
| 02 | Израел             | Михаел Бен Давид |                | 13.     | 61    |
| 03 | Србија             | Констракта       |                | 3.      | 237   |
| 04 | Азербејџан         | Надир Рустамли   |                | 10.     | 96    |
| 05 | Грузија            | Circus Mircus    |                | 18.     | 22    |
| 06 | Малта              | Ема Мускат       |                | 16.     | 47    |
| 07 | Сан Марино         | Акиле Лауро      |                | 14.     | 50    |
| 08 | Аустралија         | Шелдон Рајли     |                | 2.      | 243   |
| 09 | Кипар              | Андромаха        |                | 12.     | 63    |
| 10 | Ирска              | Брук             |                | 15.     | 47    |
| 11 | Северна Македонија | Андреа           |                | 11.     | 76    |
| 12 | Естонија           | Стефан           |                | 5.      | 209   |
| 13 | Румунија           |                  |                | 9.      | 118   |
| 14 | Пољска             | Охман            |                | 6.      | 198   |
| 15 | Црна Гора          | Владана          |                | 17.     | 33    |
| 16 | Белгија            | Жереми Макизи    |                | 8.      | 151   |
| 17 | Шведска            | Корнелија Јакобс | Hold Me Closer | 1.      | 396   |
| 18 | Чешка              | We Are Domi      |                | 4.      | 227   |

### Финале
| #‍  | Држава‍               | Извођач(и)‍                 | Песма‍ | Пласман | Поени |
| -- | -------------------- | -------------------------- | ----- | ------- | ----- |
| 01 | Чешка                | We Are Domi                |       | 22.     | 38    |
| 02 | Румунија             |                            |       | 18.     | 65    |
| 03 | Португал             | Маро                       |       | 9.      | 207   |
| 04 | Финска               | The Rasmus                 |       | 21.     | 38    |
| 05 | Швајцарска           | Маријус Бер                |       | 17.     | 78    |
| 06 | Француска            | Алван и                    |       | 24.     | 17    |
| 07 | Норвешка             |                            |       | 10.     | 182   |
| 08 | Јерменија            | Роса Лин                   |       | 20.     | 61    |
| 09 | Италија              | Мамуд и Бланко             |       | 6.      | 268   |
| 10 | Шпанија              | Чанел                      |       | 3.      | 459   |
| 11 | Холандија            |                            |       | 11.     | 171   |
| 12 | Украјина             | Kalush Orchestra           |       | 1.      | 631   |
| 13 | Немачка              | Малик Харис                |       | 25.     | 6     |
| 14 | Литванија            | Моника Љу                  |       | 14.     | 128   |
| 15 | Азербејџан           | Надир Рустамли             |       | 16.     | 106   |
| 16 | Белгија              | Жереми Макизи              |       | 19.     | 64    |
| 17 | Грчка                | Аманда Георгијади Тенфјорд |       | 8.      | 215   |
| 18 | Исланд               |                            |       | 23.     | 20    |
| 19 | Молдавија            | и Браћа Адвахов            |       | 7.      | 253   |
| 20 | Шведска              |                            |       | 4.      | 438   |
| 21 | Аустралија           | Шелдон Рајли               |       | 15.     | 125   |
| 22 | Уједињено Краљевство | Сем Рајдер                 |       | 2.      | 466   |
| 23 | Пољска               | Охман                      |       | 12.     | 151   |
| 24 | Србија               | Констракта                 |       | 5.      | 312   |
| 25 | Естонија             | Стефан                     |       | 13.     | 141   |

## Резултати
У следећим табелама налазе се детаљнији статистички подаци о резултатима гласања по државама.

### Резултати првог полуфинала
| Пласман | Комбиновано | Комбиновано | Жири       | Жири  | Телегласање | Телегласање |
| Пласман | Држава      | Поени       | Држава     | Поени | Држава      | Поени       |
| ------- | ----------- | ----------- | ---------- | ----- | ----------- | ----------- |
| 1.      | Украјина    | 337         | Грчка      | 151   | Украјина    | 202         |
| 2.      | Холандија   | 221         | Холандија  | 142   | Молдавија   | 135         |
| 3.      | Грчка       | 211         | Украјина   | 135   | Јерменија   | 105         |
| 4.      | Португал    | 208         | Португал   | 121   | Норвешка    | 104         |
| 5.      | Јерменија   | 187         | Швајцарска | 107   | Литванија   | 103         |
| 6.      | Норвешка    | 177         | Јерменија  | 82    | Португал    | 87          |
| 7.      | Литванија   | 159         | Норвешка   | 73    | Холандија   | 79          |
| 8.      | Молдавија   | 154         | Исланд     | 64    | Грчка       | 60          |
| 9.      | Швајцарска  | 118         | Литванија  | 56    | Албанија    | 46          |
| 10.     | Исланд      | 103         | Хрватска   | 42    | Исланд      | 39          |
| 11.     | Хрватска    | 75          | Летонија   | 39    | Аустрија    | 36          |
| 12.     | Албанија    | 58          | Данска     | 35    | Хрватска    | 33          |
| 13.     | Данска      | 55          | Молдавија  | 19    | Данска      | 20          |
| 14.     | Летонија    | 55          | Албанија   | 12    | Бугарска    | 18          |
| 15.     | Аустрија    | 42          | Бугарска   | 11    | Летонија    | 16          |
| 16.     | Бугарска    | 29          | Словенија  | 7     | Швајцарска  | 11          |
| 17.     | Словенија   | 15          | Аустрија   | 6     | Словенија   | 8           |

| Начин гласања: Жири Телегласање | Начин гласања: Жири Телегласање | Збиран број поена | Укупно поена жирија | Укупно поена теле | Државе које гласају | Државе које гласају | Државе које гласају | Државе које гласају | Државе које гласају | Државе које гласају | Државе које гласају | Државе које гласају | Државе које гласају | Државе које гласају | Државе које гласају | Државе које гласају | Државе које гласају | Државе које гласају | Државе које гласају | Државе које гласају | Државе које гласају | Државе које гласају | Државе које гласају | Државе које гласају |
| Начин гласања: Жири Телегласање | Начин гласања: Жири Телегласање | Збиран број поена | Укупно поена жирија | Укупно поена теле | Холандија           | Украјина            | Албанија            | Португал            | Норвешка            | Грчка               | Молдавија           | Бугарска            | Исланд              | Летонија            | Швајцарска          | Данска              | Француска           | Јерменија           | Словенија           | Хрватска            | Литванија           | Аустрија            | Италија             |                     |
| Начин гласања: Жири Телегласање | Начин гласања: Жири Телегласање | Збиран број поена |                     |                   |                     |                     |                     |                     |                     |                     |                     |                     |                     |                     |                     |                     |                     |                     |                     |                     |                     |                     |                     |                     |
| Такмичари                       | Албанија                        | 58                | 12                  | 46                |                     |                     |                     |                     |                     | 12                  |                     |                     |                     |                     |                     |                     |                     |                     |                     |                     |                     |                     |                     |                     |
| Такмичари                       | Летонија                        | 55                | 39                  | 16                |                     |                     |                     | 12                  |                     | 4                   | 4                   | 3                   | 4                   |                     | 2                   | 1                   |                     | 2                   | 3                   |                     | 2                   | 1                   | 1                   |                     |
| Такмичари                       | Литванија                       | 159               | 56                  | 103               | 2                   |                     |                     | 6                   | 5                   |                     |                     |                     | 8                   | 1                   | 3                   | 5                   | 2                   |                     | 12                  | 10                  |                     |                     | 2                   |                     |
| Такмичари                       | Швајцарска                      | 118               | 107                 | 11                | 7                   | 6                   | 6                   | 4                   | 4                   |                     | 10                  | 12                  | 5                   | 4                   |                     | 6                   | 5                   | 5                   | 4                   | 6                   | 10                  | 7                   | 6                   |                     |
| Такмичари                       | Словенија                       | 15                | 7                   | 8                 | 1                   |                     |                     |                     |                     |                     | 1                   |                     |                     |                     |                     |                     |                     |                     |                     | 5                   |                     |                     |                     |                     |
| Такмичари                       | Украјина                        | 337               | 135                 | 202               | 8                   |                     | 12                  | 7                   | 6                   | 3                   | 12                  |                     | 10                  | 12                  | 8                   | 7                   | 10                  | 7                   | 7                   | 7                   | 12                  |                     | 7                   |                     |
| Такмичари                       | Бугарска                        | 29                | 11                  | 18                |                     |                     | 1                   |                     |                     | 10                  |                     |                     |                     |                     |                     |                     |                     |                     |                     |                     |                     |                     |                     |                     |
| Такмичари                       | Холандија                       | 221               | 142                 | 79                |                     | 12                  | 10                  | 8                   | 8                   | 6                   | 2                   | 4                   | 7                   | 3                   | 12                  | 12                  | 8                   | 12                  | 10                  | 2                   | 8                   | 8                   | 10                  |                     |
| Такмичари                       | Молдавија                       | 154               | 19                  | 135               |                     | 2                   |                     | 1                   | 1                   | 7                   |                     | 1                   |                     |                     |                     |                     |                     | 1                   |                     |                     | 1                   |                     | 5                   |                     |
| Такмичари                       | Португал                        | 208               | 121                 | 87                | 10                  | 8                   | 4                   |                     | 10                  | 5                   | 5                   | 5                   | 6                   | 5                   | 4                   | 8                   | 6                   | 10                  | 6                   | 12                  | 7                   | 10                  |                     |                     |
| Такмичари                       | Хрватска                        | 75                | 42                  | 33                | 3                   | 3                   | 3                   |                     |                     | 8                   |                     | 6                   |                     |                     |                     |                     |                     | 4                   | 8                   |                     |                     | 3                   | 4                   |                     |
| Такмичари                       | Данска                          | 55                | 35                  | 20                |                     | 5                   |                     |                     | 3                   |                     |                     | 2                   | 1                   | 6                   | 5                   |                     |                     |                     |                     | 3                   | 5                   | 5                   |                     |                     |
| Такмичари                       | Аустрија                        | 42                | 6                   | 36                |                     |                     |                     |                     |                     | 2                   |                     |                     |                     |                     |                     |                     | 1                   |                     |                     |                     |                     |                     | 3                   |                     |
| Такмичари                       | Исланд                          | 103               | 64                  | 39                | 5                   | 4                   | 5                   | 10                  | 2                   |                     | 3                   |                     |                     | 8                   | 6                   | 4                   | 4                   | 3                   |                     | 4                   | 4                   | 2                   |                     |                     |
| Такмичари                       | Грчка                           | 211               | 151                 | 60                | 12                  | 7                   | 8                   | 5                   | 12                  |                     | 8                   | 10                  | 2                   | 10                  | 10                  | 10                  | 12                  | 8                   | 5                   | 8                   | 6                   | 6                   | 12                  |                     |
| Такмичари                       | Норвешка                        | 177               | 73                  | 104               | 6                   | 1                   | 2                   | 2                   |                     | 1                   | 7                   | 7                   | 12                  | 7                   | 7                   | 3                   | 3                   | 6                   | 2                   |                     | 3                   | 4                   |                     |                     |
| Такмичари                       | Јерменија                       | 187               | 82                  | 105               | 4                   | 10                  | 7                   | 3                   | 7                   |                     | 6                   | 8                   | 3                   | 2                   | 1                   | 2                   | 7                   |                     | 1                   | 1                   |                     | 12                  | 8                   |                     |

| Начин гласања: Жири Телегласање | Начин гласања: Жири Телегласање | Збиран број поена | Укупно поена жирија | Укупно поена теле | Државе које гласају | Државе које гласају | Државе које гласају | Државе које гласају | Државе које гласају | Државе које гласају | Државе које гласају | Државе које гласају | Државе које гласају | Државе које гласају | Државе које гласају | Државе које гласају | Државе које гласају | Државе које гласају | Државе које гласају | Државе које гласају | Државе које гласају | Државе које гласају | Државе које гласају | Државе које гласају |
| Начин гласања: Жири Телегласање | Начин гласања: Жири Телегласање | Збиран број поена | Укупно поена жирија | Укупно поена теле | Холандија           | Украјина            | Албанија            | Португал            | Норвешка            | Грчка               | Молдавија           | Бугарска            | Исланд              | Летонија            | Швајцарска          | Данска              | Француска           | Јерменија           | Словенија           | Хрватска            | Литванија           | Аустрија            | Италија             |                     |
| Начин гласања: Жири Телегласање | Начин гласања: Жири Телегласање | Збиран број поена |                     |                   |                     |                     |                     |                     |                     |                     |                     |                     |                     |                     |                     |                     |                     |                     |                     |                     |                     |                     |                     |                     |
| Такмичари                       | Албанија                        | 58                | 12                  | 46                |                     |                     |                     |                     |                     | 12                  |                     | 1                   |                     |                     | 8                   |                     | 5                   | 2                   | 6                   | 2                   |                     | 2                   | 8                   |                     |
| Такмичари                       | Летонија                        | 55                | 39                  | 16                | 1                   | 5                   |                     |                     |                     |                     |                     |                     |                     |                     |                     |                     |                     |                     |                     |                     | 10                  |                     |                     |                     |
| Такмичари                       | Литванија                       | 159               | 56                  | 103               | 5                   | 12                  | 1                   | 6                   | 8                   | 5                   | 6                   | 5                   | 5                   | 10                  | 3                   | 8                   | 6                   | 7                   | 5                   | 6                   |                     | 4                   | 1                   |                     |
| Такмичари                       | Швајцарска                      | 118               | 107                 | 11                | 2                   |                     |                     |                     |                     |                     |                     |                     | 1                   |                     |                     | 1                   |                     | 1                   |                     |                     | 3                   | 3                   |                     |                     |
| Такмичари                       | Словенија                       | 15                | 7                   | 8                 |                     |                     |                     |                     |                     |                     |                     |                     |                     |                     |                     |                     |                     |                     |                     | 8                   |                     |                     |                     |                     |
| Такмичари                       | Украјина                        | 337               | 135                 | 202               | 12                  |                     | 8                   | 12                  | 10                  | 10                  | 12                  | 12                  | 12                  | 12                  | 10                  | 12                  | 10                  | 12                  | 10                  | 12                  | 12                  | 12                  | 12                  |                     |
| Такмичари                       | Бугарска                        | 29                | 11                  | 18                |                     |                     | 12                  |                     |                     | 1                   | 5                   |                     |                     |                     |                     |                     |                     |                     |                     |                     |                     |                     |                     |                     |
| Такмичари                       | Холандија                       | 221               | 142                 | 79                |                     | 6                   | 3                   | 8                   | 1                   | 4                   | 8                   | 3                   | 8                   | 3                   | 2                   | 4                   | 4                   | 4                   | 3                   | 3                   | 6                   | 5                   | 4                   |                     |
| Такмичари                       | Молдавија                       | 154               | 19                  | 135               | 10                  | 10                  |                     | 10                  | 6                   | 6                   |                     | 8                   | 7                   | 8                   | 7                   | 6                   | 7                   | 6                   | 7                   | 10                  | 7                   | 10                  | 10                  |                     |
| Такмичари                       | Португал                        | 208               | 121                 | 87                | 6                   | 4                   | 5                   |                     | 2                   | 3                   | 4                   | 6                   | 2                   | 6                   | 12                  | 3                   | 8                   | 8                   | 2                   | 1                   | 8                   | 1                   | 6                   |                     |
| Такмичари                       | Хрватска                        | 75                | 42                  | 33                |                     |                     | 6                   | 1                   |                     |                     |                     | 2                   |                     |                     | 6                   |                     |                     |                     | 12                  |                     |                     | 6                   |                     |                     |
| Такмичари                       | Данска                          | 55                | 35                  | 20                |                     |                     |                     | 3                   | 4                   |                     | 3                   |                     | 6                   | 2                   |                     |                     |                     |                     | 1                   |                     | 1                   |                     |                     |                     |
| Такмичари                       | Аустрија                        | 42                | 6                   | 36                |                     | 3                   | 4                   |                     | 3                   | 2                   | 2                   |                     | 4                   | 1                   | 4                   | 2                   |                     | 5                   |                     | 4                   |                     |                     | 2                   |                     |
| Такмичари                       | Исланд                          | 103               | 64                  | 39                | 4                   | 8                   |                     | 2                   | 7                   |                     |                     |                     |                     | 5                   | 1                   | 7                   | 3                   |                     |                     |                     | 2                   |                     |                     |                     |
| Такмичари                       | Грчка                           | 211               | 151                 | 60                | 3                   | 1                   | 10                  | 4                   | 12                  |                     | 1                   | 7                   |                     |                     |                     |                     | 1                   | 10                  | 8                   |                     |                     |                     | 3                   |                     |
| Такмичари                       | Норвешка                        | 177               | 73                  | 104               | 7                   | 7                   | 2                   | 7                   |                     | 7                   | 10                  | 4                   | 10                  | 7                   |                     | 10                  | 2                   | 3                   | 4                   | 7                   | 5                   | 7                   | 5                   |                     |
| Такмичари                       | Јерменија                       | 187               | 82                  | 105               | 8                   | 2                   | 7                   | 5                   | 5                   | 8                   | 7                   | 10                  | 3                   | 4                   | 5                   | 5                   | 12                  |                     |                     | 5                   | 4                   | 8                   | 7                   |                     |

#### 12 поена у првом полуфиналу
Табеле испод садрже информације о додељивањима максималних 12 поена у првом полуфиналу. Земље у трећој колони чија су имена подебљана доделиле су 24 поена (максималних 12 поена жирија и максималних 12 поена телегласања) истој држави.
| Број добијених 12 поена | Земље које добијају 12 поена | Земље које дају 12 поена              |
| ----------------------- | ---------------------------- | ------------------------------------- |
| 4                       | Грчка                        | Италија Норвешка Француска Холандија  |
| 4                       | Украјина                     | Албанија Летонија Литванија Молдавија |
| 4                       | Холандија                    | Данска Јерменија Украјина Швајцарска  |
| 1                       | Албанија                     | Грчка                                 |
| 1                       | Јерменија                    | Аустрија                              |
| 1                       | Летонија                     | Португал                              |
| 1                       | Литванија                    | Словенија                             |
| 1                       | Норвешка                     | Исланд                                |
| 1                       | Португал                     | Хрватска                              |
| 1                       | Швајцарска                   | Бугарска                              |

| Број добијених 12 поена | Земље које добијају 12 поена | Земље које дају 12 поена                                                                                   |
| ----------------------- | ---------------------------- | --- |
| 12                      | Украјина                     | Аустрија Бугарска Данска Исланд Италија Јерменија Летонија Литванија Молдавија Португал Холандија Хрватска |
| 1                       | Албанија                     | Грчка |
| 1                       | Бугарска                     | Албанија                                                                                                   |
| 1                       | Грчка                        | Норвешка                                                                                                   |
| 1                       | Јерменија                    | Француска                                                                                                  |
| 1                       | Литванија                    | Украјина                                                                                                   |
| 1                       | Португал                     | Швајцарска                                                                                                 |
| 1                       | Хрватска                     | Словенија                                                                                                  |

### Резултати другог полуфинала
| Пласман | Комбиновано        | Комбиновано | Жири               | Жири  | Телегласање        | Телегласање |
| Пласман | Држава             | Поени       | Држава             | Поени | Држава             | Поени       |
| ------- | ------------------ | ----------- | ------------------ | ----- | ------------------ | ----------- |
| 1.      | Шведска            | 396         | Шведска            | 222   | Шведска            | 174         |
| 2.      | Аустралија         | 243         | Аустралија         | 169   | Србија             | 174         |
| 3.      | Србија             | 237         | Естонија           | 113   | Чешка              | 125         |
| 4.      | Чешка              | 227         | Белгија            | 105   | Пољска             | 114         |
| 5.      | Естонија           | 209         | Чешка              | 102   | Румунија           | 100         |
| 6.      | Пољска             | 198         | Азербејџан         | 96    | Финска             | 99          |
| 7.      | Финска             | 162         | Пољска             | 84    | Естонија           | 96          |
| 8.      | Белгија            | 151         | Финска             | 63    | Аустралија         | 74          |
| 9.      | Румунија           | 118         | Србија             | 63    | Кипар              | 54          |
| 10.     | Азербејџан         | 96          | Северна Македонија | 56    | Белгија            | 46          |
| 11.     | Северна Македонија | 76          | Израел             | 34    | Ирска              | 35          |
| 12.     | Кипар              | 63          | Малта              | 27    | Сан Марино         | 29          |
| 13.     | Израел             | 61          | Сан Марино         | 21    | Израел             | 27          |
| 14.     | Сан Марино         | 50          | Румунија           | 18    | Црна Гора          | 22          |
| 15.     | Ирска              | 47          | Грузија            | 13    | Малта              | 20          |
| 16.     | Малта              | 47          | Ирска              | 12    | Северна Македонија | 20          |
| 17.     | Црна Гора          | 33          | Црна Гора          | 11    | Грузија            | 9           |
| 18.     | Грузија            | 22          | Кипар              | 9     | Азербејџан         | 0           |

| Начин гласања: Жири Телегласање | Начин гласања: Жири Телегласање | Збиран број поена | Укупно поена жирија | Укупно поена теле | Државе које гласају | Државе које гласају | Државе које гласају | Државе које гласају | Државе које гласају | Државе које гласају | Државе које гласају | Државе које гласају | Државе које гласају | Државе које гласају | Државе које гласају | Државе које гласају | Државе које гласају | Државе које гласају | Државе које гласају | Државе које гласају | Државе које гласају | Државе које гласају  | Државе које гласају | Државе које гласају | Државе које гласају |
| Начин гласања: Жири Телегласање | Начин гласања: Жири Телегласање | Збиран број поена | Укупно поена жирија | Укупно поена теле | Сан Марино          | Северна Македонија  | Малта               | Естонија            | Азербејџан          | Немачка             | Белгија             | Израел              | Пољска              | Србија              | Кипар               | Шпанија             | Црна Гора           | Румунија            | Ирска               | Грузија             | Финска              | Уједињено Краљевство | Шведска             | Аустралија          | Чешка               |
| Начин гласања: Жири Телегласање | Начин гласања: Жири Телегласање | Збиран број поена |                     |                   |                     |                     |                     |                     |                     |                     |                     |                     |                     |                     |                     |                     |                     |                     |                     |                     |                     |                      |                     |                     |                     |
| Такмичари                       | Финска                          | 162               | 63                  | 99                | 3                   | 4                   | 3                   | 8                   | 4                   | 1                   | 5                   | 5                   | 4                   | 5                   | 2                   | 2                   | 4                   | 4                   |                     | 3                   |                     |                      | 4                   |                     | 2                   |
| Такмичари                       | Израел                          | 61                | 34                  | 27                |                     |                     | 2                   |                     | 1                   | 2                   | 7                   |                     | 1                   |                     |                     | 3                   |                     | 1                   | 3                   |                     |                     | 1                    | 3                   | 10                  |                     |
| Такмичари                       | Србија                          | 237               | 63                  | 174               | 2                   | 12                  |                     |                     | 3                   |                     | 2                   | 1                   |                     |                     | 5                   | 5                   | 7                   |                     | 7                   | 2                   | 8                   | 5                    |                     | 4                   |                     |
| Такмичари                       | Азербејџан                      | 96                | 96                  | 0                 | 4                   | 1                   | 4                   | 6                   |                     | 10                  | 3                   |                     | 3                   | 8                   | 6                   | 12                  | 5                   | 3                   |                     | 4                   | 7                   | 8                    | 5                   | 3                   | 4                   |
| Такмичари                       | Грузија                         | 22                | 13                  | 9                 |                     |                     | 1                   | 3                   |                     | 3                   |                     |                     |                     |                     |                     |                     |                     |                     |                     |                     |                     |                      |                     | 1                   | 5                   |
| Такмичари                       | Малта                           | 47                | 27                  | 20                | 1                   | 6                   |                     | 1                   | 2                   |                     |                     | 2                   |                     |                     |                     |                     |                     |                     | 6                   | 1                   |                     |                      | 7                   |                     | 1                   |
| Такмичари                       | Сан Марино                      | 50                | 21                  | 29                |                     |                     |                     |                     |                     |                     | 12                  |                     | 2                   |                     |                     |                     |                     | 2                   |                     |                     | 5                   |                      |                     |                     |                     |
| Такмичари                       | Аустралија                      | 243               | 169                 | 74                | 10                  | 5                   | 10                  | 10                  | 10                  | 6                   | 8                   | 10                  | 10                  | 2                   | 10                  | 10                  | 10                  | 10                  | 5                   | 10                  | 10                  | 3                    | 12                  |                     | 8                   |
| Такмичари                       | Кипар                           | 63                | 9                   | 54                |                     |                     |                     |                     |                     |                     |                     |                     |                     |                     |                     |                     |                     |                     | 4                   |                     | 3                   |                      | 2                   |                     |                     |
| Такмичари                       | Ирска                           | 47                | 12                  | 35                |                     |                     |                     | 4                   |                     |                     | 1                   |                     |                     |                     | 1                   |                     |                     |                     |                     |                     |                     |                      |                     | 6                   |                     |
| Такмичари                       | Северна Македонија              | 76                | 56                  | 20                |                     |                     | 5                   |                     |                     | 12                  |                     |                     | 5                   | 1                   |                     |                     | 1                   | 5                   | 1                   |                     | 2                   | 7                    |                     | 7                   | 10                  |
| Такмичари                       | Естонија                        | 209               | 113                 | 96                | 7                   | 2                   | 8                   |                     | 7                   | 4                   |                     | 3                   | 7                   | 10                  | 7                   |                     | 6                   | 7                   | 8                   | 7                   | 4                   | 4                    | 10                  | 5                   | 7                   |
| Такмичари                       | Румунија                        | 118               | 18                  | 100               |                     |                     |                     | 2                   |                     | 8                   |                     | 4                   |                     |                     |                     | 4                   |                     |                     |                     |                     |                     |                      |                     |                     |                     |
| Такмичари                       | Пољска                          | 198               | 84                  | 114               | 8                   | 8                   | 6                   |                     | 8                   |                     | 6                   | 8                   |                     | 3                   | 8                   | 7                   | 3                   |                     |                     | 8                   | 1                   | 6                    | 1                   |                     | 3                   |
| Такмичари                       | Црна Гора                       | 33                | 11                  | 22                |                     | 3                   |                     |                     |                     |                     |                     |                     |                     | 7                   |                     | 1                   |                     |                     |                     |                     |                     |                      |                     |                     |                     |
| Такмичари                       | Белгија                         | 151               | 105                 | 46                | 5                   | 10                  |                     | 5                   | 5                   | 5                   |                     | 7                   | 6                   | 6                   | 3                   | 8                   | 8                   | 6                   | 2                   | 5                   |                     | 2                    | 8                   | 8                   | 6                   |
| Такмичари                       | Шведска                         | 396               | 222                 | 174               | 12                  | 7                   | 12                  | 12                  | 12                  | 7                   | 10                  | 12                  | 12                  | 12                  | 12                  | 6                   | 12                  | 12                  | 12                  | 12                  | 12                  | 12                   |                     | 12                  | 12                  |
| Такмичари                       | Чешка                           | 227               | 102                 | 125               | 6                   |                     | 7                   | 7                   | 6                   |                     | 4                   | 6                   | 8                   | 4                   | 4                   |                     | 2                   | 8                   | 10                  | 6                   | 6                   | 10                   | 6                   | 2                   |                     |

| Начин гласања: Жири Телегласање | Начин гласања: Жири Телегласање | Збиран број поена | Укупно поена жирија | Укупно поена теле | Државе које гласају | Државе које гласају | Државе које гласају | Државе које гласају | Државе које гласају | Државе које гласају | Државе које гласају | Државе које гласају | Државе које гласају | Државе које гласају | Државе које гласају | Државе које гласају | Државе које гласају | Државе које гласају | Државе које гласају | Државе које гласају | Државе које гласају | Државе које гласају  | Државе које гласају | Државе које гласају | Државе које гласају |
| Начин гласања: Жири Телегласање | Начин гласања: Жири Телегласање | Збиран број поена | Укупно поена жирија | Укупно поена теле | Сан Марино          | Северна Македонија  | Малта               | Естонија            | Азербејџан          | Немачка             | Белгија             | Израел              | Пољска              | Србија              | Кипар               | Шпанија             | Црна Гора           | Румунија            | Ирска               | Грузија             | Финска              | Уједињено Краљевство | Шведска             | Аустралија          | Чешка               |
| Начин гласања: Жири Телегласање | Начин гласања: Жири Телегласање | Збиран број поена |                     |                   |                     |                     |                     |                     |                     |                     |                     |                     |                     |                     |                     |                     |                     |                     |                     |                     |                     |                      |                     |                     |                     |
| Такмичари                       | Финска                          | 162               | 63                  | 99                | 3                   | 8                   | 6                   | 12                  | 5                   | 7                   | 4                   |                     | 6                   | 1                   | 2                   | 6                   |                     | 4                   | 1                   | 6                   |                     | 4                    | 12                  | 2                   | 10                  |
| Такмичари                       | Израел                          | 61                | 34                  | 27                | 2                   |                     |                     |                     | 10                  | 2                   |                     |                     |                     |                     |                     |                     |                     |                     |                     | 10                  |                     |                      |                     |                     | 3                   |
| Такмичари                       | Србија                          | 237               | 63                  | 174               | 12                  | 12                  | 12                  | 4                   |                     | 10                  | 6                   | 8                   | 7                   |                     | 12                  | 5                   | 12                  | 10                  | 4                   | 12                  | 8                   | 6                    | 10                  | 12                  | 12                  |
| Такмичари                       | Азербејџан                      | 96                | 96                  | 0                 |                     |                     |                     |                     |                     |                     |                     |                     |                     |                     |                     |                     |                     |                     |                     |                     |                     |                      |                     |                     |                     |
| Такмичари                       | Грузија                         | 22                | 13                  | 9                 |                     |                     |                     | 1                   |                     |                     |                     | 5                   |                     |                     |                     |                     |                     |                     |                     |                     | 2                   |                      |                     | 1                   |                     |
| Такмичари                       | Малта                           | 47                | 27                  | 20                |                     | 3                   |                     | 3                   | 3                   |                     | 2                   |                     |                     | 2                   | 1                   |                     | 1                   |                     | 3                   |                     |                     |                      | 2                   |                     |                     |
| Такмичари                       | Сан Марино                      | 50                | 21                  | 29                |                     |                     | 8                   |                     |                     |                     |                     |                     | 4                   |                     |                     | 3                   |                     | 2                   |                     |                     | 4                   | 3                    |                     | 5                   |                     |
| Такмичари                       | Аустралија                      | 243               | 169                 | 74                | 7                   |                     | 7                   | 5                   | 7                   | 3                   | 3                   | 6                   | 2                   |                     | 4                   |                     | 3                   | 3                   | 7                   | 2                   | 6                   |                      | 4                   |                     | 5                   |
| Такмичари                       | Кипар                           | 63                | 9                   | 54                | 4                   | 5                   | 1                   |                     | 12                  |                     |                     |                     | 3                   | 10                  |                     | 1                   | 8                   | 7                   |                     | 1                   |                     | 1                    | 1                   |                     |                     |
| Такмичари                       | Ирска                           | 47                | 12                  | 35                |                     |                     | 3                   |                     |                     |                     | 1                   | 3                   |                     |                     |                     | 7                   |                     |                     |                     |                     |                     | 12                   |                     | 8                   | 1                   |
| Такмичари                       | Северна Македонија              | 76                | 56                  | 20                |                     |                     |                     |                     |                     |                     |                     |                     |                     | 8                   |                     |                     | 10                  |                     |                     |                     |                     |                      |                     |                     | 2                   |
| Такмичари                       | Естонија                        | 209               | 113                 | 96                |                     | 1                   |                     |                     |                     | 4                   | 7                   | 4                   | 10                  | 4                   | 3                   | 2                   | 7                   | 8                   | 6                   | 7                   | 12                  | 2                    | 8                   | 3                   | 8                   |
| Такмичари                       | Румунија                        | 118               | 18                  | 100               | 8                   |                     | 5                   | 2                   | 6                   | 5                   | 8                   | 2                   | 5                   | 6                   | 10                  | 12                  |                     |                     | 5                   | 5                   | 3                   | 7                    | 3                   | 4                   | 4                   |
| Такмичари                       | Пољска                          | 198               | 84                  | 114               | 5                   | 2                   | 4                   | 6                   | 1                   | 12                  | 12                  | 7                   |                     |                     | 8                   | 4                   | 2                   | 1                   | 12                  | 3                   | 5                   | 10                   | 7                   | 6                   | 7                   |
| Такмичари                       | Црна Гора                       | 33                | 11                  | 22                |                     | 10                  |                     |                     |                     |                     |                     |                     |                     | 12                  |                     |                     |                     |                     |                     |                     |                     |                      |                     |                     |                     |
| Такмичари                       | Белгија                         | 151               | 105                 | 46                | 1                   | 4                   |                     | 7                   | 4                   | 1                   |                     | 1                   | 1                   | 3                   | 6                   |                     | 5                   | 5                   | 2                   |                     | 1                   |                      | 5                   |                     |                     |
| Такмичари                       | Шведска                         | 396               | 222                 | 174               | 10                  | 7                   | 10                  | 10                  | 8                   | 8                   | 10                  | 12                  | 12                  | 5                   | 7                   | 8                   | 6                   | 12                  | 10                  | 8                   | 10                  | 5                    |                     | 10                  | 6                   |
| Такмичари                       | Чешка                           | 227               | 102                 | 125               | 6                   | 6                   | 2                   | 8                   | 2                   | 6                   | 5                   | 10                  | 8                   | 7                   | 5                   | 10                  | 4                   | 6                   | 8                   | 4                   | 7                   | 8                    | 6                   | 7                   |                     |

#### 12 поена у другом полуфиналу
Табеле испод садрже информације о додељивањима максималних 12 поена у другом полуфиналу. Земље у трећој колони чија су имена подебљана доделиле су 24 поена (максималних 12 поена жирија и максималних 12 поена телегласања) истој држави.
| Број добијених 12 поена | Земље које добијају 12 поена | Земље које дају 12 поена |
| ----------------------- | ---------------------------- | --- |
| 16                      | Шведска                      | Азербејџан Аустралија Грузија Естонија Израел Ирска Кипар Малта Пољска Румунија Сан Марино Србија Уједињено Краљевство Финска Црна Гора Чешка |
| 1                       | Азербејџан                   | Шпанија |
| 1                       | Аустралија                   | Шведска |
| 1                       | Сан Марино                   | Белгија |
| 1                       | Северна Македонија           | Немачка |
| 1                       | Србија                       | Северна Македонија |

| Број добијених 12 поена | Земље које добијају 12 поена | Земље које дају 12 поена                                                     |
| ----------------------- | ---------------------------- | ---------------------------------------------------------------------------- |
| 8                       | Србија                       | Аустралија Грузија Кипар Малта Сан Марино Северна Македонија Црна Гора Чешка |
| 3                       | Пољска                       | Белгија Ирска Немачка                                                        |
| 3                       | Шведска                      | Израел Пољска Румунија                                                       |
| 2                       | Финска                       | Естонија Шведска                                                             |
| 1                       | Естонија                     | Финска                                                                       |
| 1                       | Ирска                        | Уједињено Краљевство                                                         |
| 1                       | Кипар                        | Азербејџан                                                                   |
| 1                       | Румунија                     | Шпанија                                                                      |
| 1                       | Црна Гора                    | Србија                                                                       |

### Резултати финала
| Пласман | Комбиновано          | Комбиновано | Жири                 | Жири  | Телегласање          | Телегласање |
| Пласман | Држава               | Поени       | Држава               | Поени | Држава               | Поени       |
| ------- | -------------------- | ----------- | -------------------- | ----- | -------------------- | ----------- |
| 1.      | Украјина             | 631         | Уједињено Краљевство | 283   | Украјина             | 439         |
| 2.      | Уједињено Краљевство | 466         | Шведска              | 258   | Молдавија            | 239         |
| 3.      | Шпанија              | 459         | Шпанија              | 231   | Шпанија              | 228         |
| 4.      | Шведска              | 438         | Украјина             | 192   | Србија               | 225         |
| 5.      | Србија               | 312         | Португал             | 171   | Уједињено Краљевство | 183         |
| 6.      | Италија              | 268         | Грчка                | 158   | Шведска              | 180         |
| 7.      | Молдавија            | 253         | Италија              | 158   | Норвешка             | 146         |
| 8.      | Грчка                | 215         | Холандија            | 129   | Италија              | 110         |
| 9.      | Португал             | 207         | Аустралија           | 123   | Пољска               | 105         |
| 10.     | Норвешка             | 182         | Азербејџан           | 103   | Естонија             | 98          |
| 11.     | Холандија            | 171         | Србија               | 87    | Литванија            | 93          |
| 12.     | Пољска               | 151         | Швајцарска           | 78    | Грчка                | 57          |
| 13.     | Естонија             | 141         | Белгија              | 59    | Румунија             | 53          |
| 14.     | Литванија            | 128         | Пољска               | 46    | Холандија            | 42          |
| 15.     | Аустралија           | 125         | Естонија             | 43    | Португал             | 36          |
| 16.     | Азербејџан           | 106         | Јерменија            | 40    | Финска               | 26          |
| 17.     | Швајцарска           | 78          | Норвешка             | 36    | Јерменија            | 21          |
| 18.     | Румунија             | 65          | Литванија            | 35    | Исланд               | 10          |
| 19.     | Белгија              | 64          | Чешка                | 33    | Француска            | 8           |
| 20.     | Јерменија            | 61          | Молдавија            | 14    | Немачка              | 6           |
| 21.     | Финска               | 38          | Румунија             | 12    | Белгија              | 5           |
| 22.     | Чешка                | 38          | Финска               | 12    | Чешка                | 5           |
| 23.     | Исланд               | 20          | Исланд               | 10    | Азербејџан           | 3           |
| 24.     | Француска            | 17          | Француска            | 9     | Аустралија           | 2           |
| 25.     | Немачка              | 6           | Немачка              | 0     | Швајцарска           | 0           |

| Начин гласања: Жири Телегласање | Начин гласања: Жири Телегласање | Збиран број поена | Укупно поена жирија | Укупно поена теле | Државе које гласају | Државе које гласају | Државе које гласају | Државе које гласају | Државе које гласају | Државе које гласају | Државе које гласају | Државе које гласају | Државе које гласају | Државе које гласају | Државе које гласају | Државе које гласају | Државе које гласају | Државе које гласају | Државе које гласају | Државе које гласају | Државе које гласају | Државе које гласају | Државе које гласају | Државе које гласају | Државе које гласају | Државе које гласају | Државе које гласају | Државе које гласају | Државе које гласају | Државе које гласају | Државе које гласају | Државе које гласају | Државе које гласају | Државе које гласају | Државе које гласају | Државе које гласају | Државе које гласају | Државе које гласају | Државе које гласају | Државе које гласају  | Државе које гласају | Државе које гласају | Државе које гласају | Државе које гласају |
| Начин гласања: Жири Телегласање | Начин гласања: Жири Телегласање | Збиран број поена | Укупно поена жирија | Укупно поена теле | Холандија           | Сан Марино          | Северна Македонија  | Малта               | Украјина            | Албанија            | Естонија            | Азербејџан          | Португал            | Немачка             | Белгија             | Норвешка            | Израел              | Пољска              | Грчка               | Молдавија           | Бугарска            | Србија              | Исланд              | Кипар               | Летонија            | Шпанија             | Швајцарска          | Данска              | Француска           | Јерменија           | Црна Гора           | Румунија            | Ирска               | Словенија           | Грузија             | Хрватска            | Литванија           | Аустрија            | Финска              | Уједињено Краљевство | Шведска             | Аустралија          | Чешка               | Италија             |
| Начин гласања: Жири Телегласање | Начин гласања: Жири Телегласање | Збиран број поена |                     |                   |                     |                     |                     |                     |                     |                     |                     |                     |                     |                     |                     |                     |                     |                     |                     |                     |                     |                     |                     |                     |                     |                     |                     |                     |                     |                     |                     |                     |                     |                     |                     |                     |                     |                     |                     |                      |                     |                     |                     |                     |
| Такмичари                       | Чешка                           | 38                | 33                  | 5                 |                     |                     |                     | 3                   | 1                   |                     |                     |                     |                     |                     | 2                   |                     | 2                   |                     | 2                   |                     |                     | 3                   | 2                   |                     |                     |                     |                     |                     | 2                   |                     |                     |                     | 7                   |                     |                     |                     |                     |                     |                     |                      | 5                   | 4                   |                     |                     |
| Такмичари                       | Румунија                        | 65                | 12                  | 53                |                     |                     |                     |                     |                     |                     |                     |                     |                     | 1                   |                     |                     |                     |                     | 7                   |                     |                     |                     |                     |                     |                     | 4                   |                     |                     |                     |                     |                     |                     |                     |                     |                     |                     |                     |                     |                     |                      |                     |                     |                     |                     |
| Такмичари                       | Португал                        | 207               | 171                 | 36                | 8                   |                     |                     |                     | 10                  | 1                   | 7                   | 7                   |                     |                     | 5                   | 10                  |                     | 7                   | 3                   | 2                   | 4                   | 7                   | 5                   |                     | 6                   |                     | 5                   | 8                   | 1                   | 8                   | 4                   | 7                   | 4                   | 3                   | 7                   | 10                  | 8                   | 10                  |                     | 3                    |                     | 6                   | 5                   |                     |
| Такмичари                       | Финска                          | 38                | 12                  | 26                |                     |                     |                     |                     |                     |                     | 5                   |                     |                     |                     |                     |                     |                     |                     |                     |                     |                     | 6                   |                     |                     |                     |                     |                     |                     |                     |                     |                     |                     |                     |                     |                     |                     |                     |                     |                     |                      |                     |                     |                     | 1                   |
| Такмичари                       | Швајцарска                      | 78                | 78                  | 0                 | 10                  | 1                   | 1                   |                     | 6                   |                     |                     |                     | 2                   | 2                   |                     | 1                   |                     | 5                   |                     | 7                   | 7                   |                     |                     |                     | 3                   | 1                   |                     | 2                   |                     |                     |                     | 5                   |                     | 5                   |                     | 1                   | 7                   | 1                   |                     | 2                    |                     |                     | 6                   | 3                   |
| Такмичари                       | Француска                       | 17                | 9                   | 8                 |                     |                     |                     |                     |                     |                     |                     | 1                   |                     |                     |                     |                     |                     |                     |                     |                     |                     |                     |                     |                     |                     |                     |                     |                     |                     | 7                   |                     |                     |                     |                     | 1                   |                     |                     |                     |                     |                      |                     |                     |                     |                     |
| Такмичари                       | Норвешка                        | 182               | 36                  | 146               | 3                   |                     |                     |                     |                     |                     |                     |                     |                     | 3                   |                     |                     |                     |                     |                     |                     | 2                   |                     | 8                   |                     | 5                   |                     | 1                   |                     |                     |                     |                     |                     |                     |                     |                     |                     |                     | 5                   | 4                   |                      | 3                   |                     | 2                   |                     |
| Такмичари                       | Јерменија                       | 61                | 40                  | 21                |                     |                     |                     |                     | 2                   | 4                   |                     |                     | 1                   |                     |                     | 4                   |                     |                     |                     |                     | 5                   |                     |                     |                     |                     |                     |                     |                     | 7                   |                     |                     |                     |                     |                     |                     |                     |                     | 6                   | 1                   |                      | 2                   |                     |                     | 8                   |
| Такмичари                       | Италија                         | 268               | 158                 | 110               |                     | 3                   | 7                   | 7                   |                     | 12                  | 10                  | 10                  |                     |                     | 8                   |                     | 8                   | 4                   | 1                   |                     | 1                   |                     | 6                   | 1                   |                     | 10                  | 2                   |                     |                     | 10                  | 10                  | 4                   | 6                   | 12                  | 10                  | 4                   | 4                   | 3                   | 2                   |                      |                     | 3                   |                     |                     |
| Такмичари                       | Шпанија                         | 459               | 231                 | 228               | 5                   | 12                  | 12                  | 12                  |                     | 5                   |                     | 5                   | 12                  | 8                   | 10                  | 7                   | 3                   | 1                   | 5                   | 3                   | 8                   | 4                   | 3                   | 6                   |                     |                     | 8                   | 4                   | 5                   | 12                  | 8                   | 1                   | 12                  | 1                   | 5                   | 6                   | 5                   | 2                   |                     | 10                   | 12                  | 12                  | 7                   |                     |
| Такмичари                       | Холандија                       | 171               | 129                 | 42                |                     |                     |                     |                     | 8                   | 6                   | 1                   | 4                   | 7                   | 4                   |                     | 5                   | 1                   | 3                   | 4                   |                     |                     |                     | 4                   |                     | 4                   |                     | 10                  | 10                  | 4                   | 4                   | 3                   | 3                   |                     | 7                   | 4                   | 2                   | 6                   | 8                   | 5                   |                      |                     |                     |                     | 12                  |
| Такмичари                       | Украјина                        | 631               | 192                 | 439               |                     | 2                   |                     |                     |                     | 7                   |                     | 6                   | 8                   | 10                  | 6                   | 3                   | 7                   | 12                  |                     | 12                  |                     |                     | 10                  | 7                   | 12                  |                     | 3                   | 5                   | 10                  | 6                   | 6                   | 12                  | 3                   | 8                   | 6                   | 8                   | 12                  |                     |                     |                      |                     | 7                   | 4                   |                     |
| Такмичари                       | Немачка                         | 6                 | 0                   | 6                 |                     |                     |                     |                     |                     |                     |                     |                     |                     |                     |                     |                     |                     |                     |                     |                     |                     |                     |                     |                     |                     |                     |                     |                     |                     |                     |                     |                     |                     |                     |                     |                     |                     |                     |                     |                      |                     |                     |                     |                     |
| Такмичари                       | Литванија                       | 128               | 35                  | 93                |                     |                     |                     |                     |                     |                     | 2                   |                     | 5                   |                     |                     | 2                   |                     |                     |                     |                     |                     | 2                   | 1                   |                     | 1                   |                     |                     | 3                   |                     |                     | 2                   |                     |                     | 10                  |                     | 7                   |                     |                     |                     |                      |                     |                     |                     |                     |
| Такмичари                       | Азербејџан                      | 106               | 103                 | 3                 |                     | 7                   | 4                   | 2                   | 5                   | 3                   | 3                   |                     |                     | 6                   | 3                   |                     |                     |                     | 12                  | 1                   | 3                   | 12                  |                     | 10                  |                     | 12                  |                     |                     |                     |                     | 1                   |                     |                     |                     |                     |                     |                     |                     | 3                   | 7                    | 7                   | 2                   |                     |                     |
| Такмичари                       | Белгија                         | 64                | 59                  | 5                 | 6                   |                     | 3                   |                     |                     | 2                   |                     |                     |                     |                     |                     |                     | 4                   |                     |                     | 4                   | 6                   | 8                   |                     | 2                   |                     | 5                   |                     |                     | 6                   |                     |                     |                     |                     |                     |                     |                     |                     |                     |                     |                      | 1                   | 5                   |                     | 7                   |
| Такмичари                       | Грчка                           | 215               | 158                 | 57                | 12                  | 10                  |                     | 1                   | 7                   |                     | 6                   | 3                   | 4                   |                     |                     | 12                  |                     | 2                   |                     |                     | 12                  |                     |                     | 12                  | 7                   | 2                   | 12                  | 12                  | 3                   | 2                   |                     | 2                   |                     | 4                   | 3                   | 3                   |                     | 4                   | 6                   | 4                    |                     |                     | 3                   | 10                  |
| Такмичари                       | Исланд                          | 20                | 10                  | 10                |                     |                     |                     |                     |                     |                     |                     |                     | 6                   |                     |                     |                     |                     |                     |                     |                     |                     |                     |                     |                     |                     |                     |                     | 1                   |                     |                     |                     |                     | 1                   |                     |                     |                     | 2                   |                     |                     |                      |                     |                     |                     |                     |
| Такмичари                       | Молдавија                       | 253               | 14                  | 239               | 2                   |                     |                     |                     |                     |                     |                     |                     |                     |                     |                     |                     |                     |                     | 6                   |                     |                     |                     |                     |                     |                     |                     |                     |                     |                     | 1                   |                     |                     |                     |                     |                     |                     |                     |                     |                     |                      |                     |                     |                     | 5                   |
| Такмичари                       | Шведска                         | 438               | 258                 | 180               | 1                   | 5                   | 6                   | 10                  | 4                   | 8                   | 12                  | 8                   |                     | 7                   | 7                   | 8                   | 12                  | 10                  |                     | 8                   |                     | 5                   | 12                  | 5                   | 10                  | 7                   | 7                   | 7                   |                     | 5                   | 7                   | 10                  | 10                  |                     | 8                   | 5                   | 3                   | 7                   | 12                  | 12                   |                     | 10                  | 10                  |                     |
| Такмичари                       | Аустралија                      | 125               | 123                 | 2                 | 7                   | 6                   | 5                   | 6                   | 3                   |                     | 8                   |                     |                     | 5                   | 1                   |                     | 5                   | 6                   | 8                   | 6                   |                     |                     |                     | 8                   | 2                   | 8                   | 4                   |                     |                     |                     |                     | 6                   | 2                   |                     |                     |                     |                     |                     | 8                   | 6                    | 10                  |                     | 1                   | 2                   |
| Такмичари                       | Уједињено Краљевство            | 466               | 283                 | 183               | 4                   | 8                   | 8                   | 8                   | 12                  | 10                  | 4                   | 12                  | 10                  | 12                  | 12                  | 6                   | 10                  | 8                   |                     | 10                  | 10                  | 1                   | 7                   | 3                   | 8                   | 3                   | 6                   | 6                   | 12                  |                     | 5                   | 8                   | 8                   | 2                   | 12                  |                     | 10                  | 12                  | 10                  |                      | 8                   |                     | 12                  | 6                   |
| Такмичари                       | Пољска                          | 151               | 46                  | 105               |                     | 4                   | 2                   | 4                   |                     |                     |                     | 2                   |                     |                     |                     |                     | 6                   |                     | 10                  |                     |                     |                     |                     |                     |                     |                     |                     |                     | 8                   |                     |                     |                     |                     |                     | 2                   |                     |                     |                     |                     | 8                    |                     |                     |                     |                     |
| Такмичари                       | Србија                          | 312               | 87                  | 225               |                     |                     | 10                  |                     |                     |                     |                     |                     | 3                   |                     | 4                   |                     |                     |                     |                     |                     |                     |                     |                     | 4                   |                     | 6                   |                     |                     |                     |                     | 12                  |                     | 5                   | 6                   |                     | 12                  | 1                   |                     | 7                   | 1                    | 4                   | 8                   |                     | 4                   |
| Такмичари                       | Естонија                        | 141               | 43                  | 98                |                     |                     |                     | 5                   |                     |                     |                     |                     |                     |                     |                     |                     |                     |                     |                     | 5                   |                     | 10                  |                     |                     |                     |                     |                     |                     |                     | 3                   |                     |                     |                     |                     |                     |                     |                     |                     |                     | 5                    | 6                   | 1                   | 8                   |                     |

| Жири Телегласање | Жири Телегласање     | Збиран број поена | Укупно поена жирија | Укупно поена теле | Државе које гласају | Државе које гласају | Државе које гласају | Државе које гласају | Државе које гласају | Државе које гласају | Државе које гласају | Државе које гласају | Државе које гласају | Државе које гласају | Државе које гласају | Државе које гласају | Државе које гласају | Државе које гласају | Државе које гласају | Државе које гласају | Државе које гласају | Државе које гласају | Државе које гласају | Државе које гласају | Државе које гласају | Државе које гласају | Државе које гласају | Државе које гласају | Државе које гласају | Државе које гласају | Државе које гласају | Државе које гласају | Државе које гласају | Државе које гласају | Државе које гласају | Државе које гласају | Државе које гласају | Државе које гласају | Државе које гласају | Државе које гласају  | Државе које гласају | Државе које гласају | Државе које гласају | Државе које гласају |
| Жири Телегласање | Жири Телегласање     | Збиран број поена | Укупно поена жирија | Укупно поена теле | Холандија           | Сан Марино          | Северна Македонија  | Малта               | Украјина            | Албанија            | Естонија            | Азербејџан          | Португал            | Немачка             | Белгија             | Норвешка            | Израел              | Пољска              | Грчка               | Молдавија           | Бугарска            | Србија              | Исланд              | Кипар               | Летонија            | Шпанија             | Швајцарска          | Данска              | Француска           | Јерменија           | Црна Гора           | Румунија            | Ирска               | Словенија           | Грузија             | Хрватска            | Литванија           | Аустрија            | Финска              | Уједињено Краљевство | Шведска             | Аустралија          | Чешка               | Италија             |
| Жири Телегласање | Жири Телегласање     | Збиран број поена |                     |                   |                     |                     |                     |                     |                     |                     |                     |                     |                     |                     |                     |                     |                     |                     |                     |                     |                     |                     |                     |                     |                     |                     |                     |                     |                     |                     |                     |                     |                     |                     |                     |                     |                     |                     |                     |                      |                     |                     |                     |                     |
| Такмичари        | Чешка                | 38                | 33                  | 5                 |                     |                     | 5                   |                     |                     |                     |                     |                     |                     |                     |                     |                     |                     |                     |                     |                     |                     |                     |                     |                     |                     |                     |                     |                     |                     |                     |                     |                     |                     |                     |                     |                     |                     |                     |                     |                      |                     |                     |                     |                     |
| Такмичари        | Румунија             | 65                | 12                  | 53                |                     | 1                   |                     | 3                   |                     |                     |                     |                     |                     |                     |                     |                     |                     |                     | 2                   | 10                  | 4                   | 5                   |                     | 4                   |                     | 10                  |                     |                     | 1                   |                     |                     |                     | 2                   |                     |                     |                     |                     |                     |                     | 3                    |                     |                     |                     | 8                   |
| Такмичари        | Португал             | 207               | 171                 | 36                |                     |                     |                     |                     |                     |                     |                     |                     |                     |                     | 1                   |                     |                     | 1                   |                     |                     |                     |                     |                     |                     |                     | 4                   | 7                   |                     | 6                   | 4                   | 5                   |                     |                     |                     |                     |                     | 7                   |                     |                     |                      |                     |                     |                     | 1                   |
| Такмичари        | Финска               | 38                | 12                  | 26                |                     |                     |                     | 1                   | 4                   | 2                   | 8                   |                     |                     |                     |                     |                     |                     |                     |                     |                     |                     |                     |                     |                     | 1                   |                     |                     |                     |                     |                     |                     |                     |                     |                     | 2                   |                     |                     |                     |                     |                      | 7                   |                     | 1                   |                     |
| Такмичари        | Швајцарска           | 78                | 78                  | 0                 |                     |                     |                     |                     |                     |                     |                     |                     |                     |                     |                     |                     |                     |                     |                     |                     |                     |                     |                     |                     |                     |                     |                     |                     |                     |                     |                     |                     |                     |                     |                     |                     |                     |                     |                     |                      |                     |                     |                     |                     |
| Такмичари        | Француска            | 17                | 9                   | 8                 |                     |                     |                     |                     |                     |                     |                     |                     |                     |                     |                     |                     |                     |                     | 1                   | 2                   |                     | 2                   |                     |                     |                     |                     |                     |                     |                     |                     |                     | 1                   |                     |                     |                     | 1                   |                     |                     | 1                   |                      |                     |                     |                     |                     |
| Такмичари        | Норвешка             | 182               | 36                  | 146               | 5                   | 2                   | 2                   | 4                   | 2                   |                     | 4                   | 7                   | 2                   | 1                   |                     |                     | 4                   | 4                   | 6                   | 6                   | 1                   | 8                   | 10                  |                     | 5                   | 3                   |                     | 8                   |                     |                     | 2                   | 2                   | 4                   | 3                   |                     | 5                   | 2                   | 5                   | 6                   | 6                    | 10                  | 10                  | 3                   | 4                   |
| Такмичари        | Јерменија            | 61                | 40                  | 21                |                     |                     |                     |                     |                     |                     |                     |                     |                     |                     |                     |                     |                     |                     |                     |                     | 5                   |                     |                     | 1                   |                     |                     |                     |                     | 5                   |                     |                     |                     |                     |                     | 10                  |                     |                     |                     |                     |                      |                     |                     |                     |                     |
| Такмичари        | Италија              | 268               | 158                 | 110               |                     | 5                   | 6                   | 10                  |                     | 8                   |                     | 5                   | 3                   | 3                   | 4                   |                     | 3                   |                     | 7                   |                     | 2                   | 4                   |                     | 5                   |                     | 5                   | 8                   |                     | 3                   |                     | 6                   | 4                   |                     | 6                   |                     | 6                   | 3                   | 3                   |                     |                      |                     | 1                   |                     |                     |
| Такмичари        | Шпанија              | 459               | 231                 | 228               | 7                   | 10                  | 10                  | 7                   | 1                   | 7                   | 1                   | 10                  | 10                  | 2                   | 6                   | 1                   | 8                   | 6                   | 12                  | 8                   | 8                   | 10                  | 3                   | 8                   | 4                   |                     | 6                   | 1                   | 7                   | 8                   | 8                   | 8                   | 5                   | 4                   | 6                   | 7                   | 6                   | 1                   | 3                   | 5                    | 2                   | 6                   | 6                   |                     |
| Такмичари        | Холандија            | 171               | 129                 | 42                |                     |                     |                     |                     | 3                   | 6                   | 3                   |                     | 4                   | 4                   | 10                  |                     | 2                   |                     |                     |                     |                     |                     | 5                   |                     |                     |                     |                     |                     |                     |                     |                     |                     |                     | 1                   |                     |                     | 1                   |                     |                     |                      | 1                   |                     |                     | 2                   |
| Такмичари        | Украјина             | 631               | 192                 | 439               | 12                  | 12                  | 8                   | 8                   |                     | 10                  | 12                  | 12                  | 12                  | 12                  | 12                  | 12                  | 12                  | 12                  | 10                  | 12                  | 12                  | 7                   | 12                  | 12                  | 12                  | 12                  | 10                  | 12                  | 12                  | 10                  | 10                  | 10                  | 12                  | 10                  | 12                  | 10                  | 12                  | 12                  | 12                  | 12                   | 12                  | 12                  | 12                  | 12                  |
| Такмичари        | Немачка              | 6                 | 0                   | 6                 |                     |                     |                     |                     |                     |                     | 2                   |                     |                     |                     |                     |                     |                     |                     |                     |                     |                     |                     |                     |                     |                     |                     | 2                   |                     |                     |                     |                     |                     |                     |                     |                     |                     |                     | 2                   |                     |                      |                     |                     |                     |                     |
| Такмичари        | Литванија            | 128               | 35                  | 93                |                     |                     | 1                   |                     | 10                  |                     | 7                   |                     | 1                   |                     |                     | 10                  |                     | 2                   |                     | 4                   |                     | 3                   | 2                   | 2                   | 10                  |                     |                     | 7                   |                     | 2                   |                     |                     | 8                   | 2                   | 5                   | 3                   |                     |                     | 2                   | 7                    | 3                   | 2                   |                     |                     |
| Такмичари        | Азербејџан           | 106               | 103                 | 3                 |                     |                     |                     |                     |                     |                     |                     |                     |                     |                     |                     |                     |                     |                     |                     |                     |                     |                     |                     |                     |                     |                     |                     |                     |                     |                     |                     |                     |                     |                     | 3                   |                     |                     |                     |                     |                      |                     |                     |                     |                     |
| Такмичари        | Белгија              | 64                | 59                  | 5                 | 4                   |                     |                     |                     |                     |                     |                     |                     |                     |                     |                     |                     |                     |                     |                     | 1                   |                     |                     |                     |                     |                     |                     |                     |                     |                     |                     |                     |                     |                     |                     |                     |                     |                     |                     |                     |                      |                     |                     |                     |                     |
| Такмичари        | Грчка                | 215               | 158                 | 57                |                     | 7                   |                     |                     |                     | 12                  |                     | 3                   |                     |                     |                     | 7                   |                     |                     |                     |                     | 6                   |                     |                     | 10                  |                     |                     |                     |                     |                     | 3                   |                     |                     |                     | 8                   | 1                   |                     |                     |                     |                     |                      |                     |                     |                     |                     |
| Такмичари        | Исланд               | 20                | 10                  | 10                |                     |                     |                     |                     | 8                   |                     |                     |                     |                     |                     |                     |                     |                     |                     |                     |                     |                     |                     |                     |                     |                     |                     |                     | 2                   |                     |                     |                     |                     |                     |                     |                     |                     |                     |                     |                     |                      |                     |                     |                     |                     |
| Такмичари        | Молдавија            | 253               | 14                  | 239               | 10                  | 4                   | 7                   |                     | 6                   | 1                   | 6                   |                     | 8                   | 10                  | 8                   | 4                   | 6                   | 7                   | 3                   |                     | 7                   | 12                  | 6                   |                     | 7                   | 7                   | 4                   | 5                   | 10                  | 5                   | 7                   | 12                  | 7                   | 7                   | 8                   | 8                   | 5                   | 7                   | 5                   | 8                    |                     | 4                   | 8                   | 10                  |
| Такмичари        | Шведска              | 438               | 258                 | 180               | 2                   | 3                   | 4                   | 5                   |                     |                     | 10                  | 4                   | 7                   | 5                   | 5                   | 8                   | 5                   | 10                  | 4                   | 5                   |                     | 1                   | 8                   |                     | 6                   | 6                   | 3                   | 10                  |                     | 7                   | 1                   | 6                   | 3                   | 5                   |                     | 4                   | 10                  | 6                   | 8                   | 4                    |                     | 5                   | 5                   | 5                   |
| Такмичари        | Аустралија           | 125               | 123                 | 2                 |                     |                     |                     |                     |                     |                     |                     | 2                   |                     |                     |                     |                     |                     |                     |                     |                     |                     |                     |                     |                     |                     |                     |                     |                     |                     |                     |                     |                     |                     |                     |                     |                     |                     |                     |                     |                      |                     |                     |                     |                     |
| Такмичари        | Уједињено Краљевство | 466               | 283                 | 183               | 8                   | 6                   |                     | 12                  | 7                   | 4                   | 5                   | 8                   | 6                   | 6                   | 3                   | 6                   | 10                  | 3                   | 5                   | 3                   | 3                   |                     | 7                   | 6                   | 3                   | 8                   | 5                   | 6                   | 2                   | 1                   |                     | 3                   | 6                   |                     | 4                   |                     | 4                   | 8                   | 4                   |                      | 6                   | 7                   | 2                   | 6                   |
| Такмичари        | Пољска               | 151               | 46                  | 105               | 6                   |                     |                     | 2                   | 12                  |                     |                     | 1                   |                     | 8                   | 7                   | 5                   | 1                   |                     |                     |                     |                     |                     | 4                   | 3                   |                     | 1                   | 1                   | 4                   | 4                   |                     | 4                   |                     | 10                  |                     |                     |                     |                     | 4                   |                     | 10                   | 5                   | 3                   | 7                   | 3                   |
| Такмичари        | Србија               | 312               | 87                  | 225               | 3                   | 8                   | 12                  | 6                   |                     | 3                   |                     | 6                   | 5                   | 7                   | 2                   | 3                   | 7                   | 5                   | 8                   |                     | 10                  |                     | 1                   | 7                   | 2                   | 2                   | 12                  |                     | 8                   | 6                   | 12                  | 7                   | 1                   | 12                  | 7                   | 12                  |                     | 10                  | 7                   | 1                    | 8                   | 8                   | 10                  | 7                   |
| Такмичари        | Естонија             | 141               | 43                  | 98                | 1                   |                     | 3                   |                     | 5                   | 5                   |                     |                     |                     |                     |                     | 2                   |                     | 8                   |                     | 7                   |                     | 6                   |                     |                     | 8                   |                     |                     | 3                   |                     | 12                  | 3                   | 5                   |                     |                     |                     | 2                   | 8                   |                     | 10                  | 2                    | 4                   |                     | 4                   |                     |

#### 12 поена у финалу
Табеле испод садрже информације о додељивањима максималних 12 поена у финалу. Земље у трећој колони чија су имена подебљана доделиле су 24 поена (максималних 12 поена жирија и максималних 12 поена телегласања) истој држави.
| Број добијених 12 поена | Земље које добијају 12 поена | Земље које дају 12 поена                                                        |
| ----------------------- | ---------------------------- | ------------------------------------------------------------------------------- |
| 8                       | Уједињено Краљевство         | Азербејџан Аустрија Белгија Грузија Немачка Украјина Француска Чешка            |
| 8                       | Шпанија                      | Аустралија Ирска Јерменија Малта Португал Сан Марино Северна Македонија Шведска |
| 6                       | Грчка                        | Бугарска Данска Кипар Норвешка Холандија Швајцарска                             |
| 5                       | Украјина                     | Летонија Литванија Молдавија Пољска Румунија                                    |
| 5                       | Шведска                      | Естонија Израел Исланд Уједињено Краљевство Финска                              |
| 3                       | Азербејџан                   | Грчка Србија Шпанија                                                            |
| 2                       | Италија                      | Албанија Словенија                                                              |
| 2                       | Србија                       | Хрватска Црна Гора                                                              |
| 1                       | Холандија                    | Италија                                                                         |

| Број добијених 12 поена | Земље које добијају 12 поена | Земље које дају 12 поена |
| ----------------------- | ---------------------------- | --- |
| 28                      | Украјина                     | Азербејџан Аустралија Аустрија Белгија Бугарска Грузија Данска Естонија Израел Ирска Исланд Италија Кипар Летонија Литванија Молдавија Немачка Норвешка Пољска Португал Сан Марино Уједињено Краљевство Финска Француска Холандија Чешка Шведска Шпанија |
| 5                       | Србија                       | Северна Македонија Словенија Хрватска Црна Гора Швајцарска |
| 2                       | Молдавија                    | Румунија Србија |
| 1                       | Грчка                        | Албанија |
| 1                       | Естонија                     | Јерменија |
| 1                       | Пољска                       | Украјина |
| 1                       | Уједињено Краљевство         | Малта |
| 1                       | Шпанија                      | Грчка |

## Остале земље
Да би одређена држава могла да стекне право учешћа на такмичењу Песма Евровизије, она мора да буде активна чланица Европске радиодифузне уније (ЕБУ).‍ ЕБУ је послао позив за учешће на Песми Евровизије 2022. године свим активним члановима, којих је тренутно 56.‍ Следеће државе исказале су јасну (не)заинтересованост.

### Активни чланови ЕБУ
- Андора - 19. јуна 2021. године, радио телевизија Андоре је потврдила да се Андора неће вратити на такмичење 2022. године.[77]
- Босна и Херцеговина - 25. јуна 2021. године, босанскохерцеговачка телевизија је изјавила да неће наступити на такмичењу 2022. али ни наредних година док се не реши проблем са вишегодишњим буџетом јавног сервиса због чега је ЕБУ увела санкције босанској делегацији.[78] 12. октобра 2021. и званично су потврдили да се Босна и Херцеговина неће вратити на такмичење 2022. године.[79]
- Луксембург - 18. августа 2021. године, луксембуршка телевизија је потврдила да се Луксембург неће вратити на такмичење 2022. године.[80]
- Мађарска - 11. октобра 2021. године, мађарска телевизија је отворила конкурс за фестивал A Dal, раније коришћен за избор мађарског представника на Песми Евровизије. Међутим, поново није било речи о учешћу на такмичењу. Одсуство Мађарске је потврђено 20. октобра 2021. након што је ЕБУ објавила коначан списак учесника.[38][81]
- Монако - 30. августа 2021. године, монегашка телевизија је потврдила да се Монако неће вратити на такмичење 2022. године.[82]
- Словачка - 18. јуна 2021. године, словачка телевизија је потврдила да се Словачка неће вратити на такмичење ни 2022. године.[83]
- Турска - Иако је ЕБУ била у преговорима са турском делегацијом око евентуалног повратка Турске на такмичење, одсуство Турске је потврђено након што је ЕБУ објавила коначан списак учесника.[38]

### Нису чланови ЕБУ
- Белорусија - 28. маја 2021. године, ЕБУ је суспендовала чланство белоруског емитера, чиме је онемогућено пријављивање за такмичење 2022. године. Белоруски емитер је имао право на жалбу у року од две недеље пре него што суспензија и званично ступи на снагу.[84] 1. јула 2021. белоруска телевизија је и званично остала без чланства у ЕБУ чиме је онемогућено учешће на такмичењу 2022. године.[85]
- Русија - Иако су првобитно пријавили учешће и били жребовани да наступе у првом полуфиналу, ЕБУ је дисквалификовала Русију са такмичења због инвазије Русије на Украјину. Одлука је донесена након консултација са земљама чланицама ЕБУ 25. фебруара 2022. после позива бар 10 емитера земаља учесница на дисквалификацију Русије.[39] Сва три национална емитера Русије који су били чланови ЕБУ (Канал 1, ВГТРК и Радио Дом Останкино) су напустиле ту организацију 26. фебруара 2022.[86]

## Контроверзе

### Руско-украјинска криза

#### Замена украјинског извођача
Након контроверзе око украјинске националне селекције 2019, која је довела до повлачења земље из такмичења те године, од 2020. на украјинским изборима је уведено ново правило које забрањује извођачима који су наступали у Русији од 2014. или су ушли на Крим „кршећи законодавство Украјине“ од уласка у национални избор. Национално финале Украјине 2022. освојила је Алина Паш са песмом Тіні забутих предків. 14. фебруара 2022, два дана након националног финала, активиста и видео блогер Серхи Стерненко је навео да је Паш ушла на Крим са руске територије 2015. године и да је фалсификовала своју путну документацију са својим тимом како би учествовала у избору. Украјински емитер УА:ПБЦ је накнадно саопштио да ће затражити од украјинске државне граничне службе да провери да ли је документација фалсификована и да Паш званично неће бити украјински представник на такмичењу „док се не заврши провера и разјашњење чињеница". Након што је откривено да је представник Пашиног тима предао фалсификовану документацију емитеру, 16. фебруара, Паш је на својим страницама на друштвеним мрежама објавила да ће повући своју кандидатуру као украјинска представница на такмичењу. УА:ПБЦ је касније саопштио да ће према правилима селекције изабрати другог представника међу осталим такмичарима у избору. Другопласираном у селекцији, Оркестру Калуш са песмом Stefania, понуђено је да представља Украјину 17. фебруара, а коначна одлука се очекивала на ванредном састанку 18. фебруара. УА:ПБЦ је 22. фебруара потврдио да је Калуш пристао да представља Украјину на такмичењу.

#### Искључење Русије
Након инвазије Русије на Украјину 2022, која је почела 24. фебруара, УА:ПБЦ је апеловао да руски емитери чланице Европске радиодифузне уније (ЕБУ) ВГТРК и Канал 1 Русија буду суспендоване из ЕБУ. У апелу се наводи да су од почетка руске војне интервенције у Украјини 2014. ВГТРК и Канал 1 били гласноговорници руске владе и кључно оруђе политичке пропаганде финансиране из руског државног буџета. ЕБУ је првобитно саопштио да ће Русији и Украјини и даље бити дозвољено да учествују у такмичењу, наводећи неполитичку природу догађаја.
Неколико емитера је изразило забринутост због ове одлуке и издало саопштења у којима позивају на уклањање Русије са такмичења. Поред украјинског УА:ПБЦ, још девет емитера из других земаља затражило је од ЕБУ-а да промени одлуку: дански ДР, естонски ЕРР, фински Јле, исландски РУВ, литвански ЛРТ, холандски АВРОТРОС, норвешки НРК и шведски СВТ. Фински Јле је такође навео да ће повући учешће ако Русија не буде искључена из такмичења. Након тога уследило је слично саопштење из естонског ЕРР-а. Летонски представници Citi Zēni такође су позвали ЕБУ да преиспита учешће Русије. Дана 25. фебруара 2022. године, ЕБУ је саопштио да се Русија неће такмичити на такмичењу, наводећи да би „у светлу кризе без преседана у Украјини, укључивање руске пријаве у овогодишње такмичење довело такмичење на лош глас“.

### Проблеми са сценом
Током првог дана проба у Торину 30. априла 2022, италијанске новости La Repubblica и La Stampa су писале да постоје технички проблеми са кинетичким сунцем на сцени, те да лукови који га сачињавају не могу да се окрећу онолико слободно као што је планирано. Такође су писали да квар не може потпуно да се отклони на време за пренос уживо. Више делегација, међу њима делегације Данске, Естоније и Литваније су биле приморане да направе промене у својим плановима за сценски наступ пошто су информисани о квару пар дана раније. La Stampa је следећег дана објавила да ће лукови бити стационарни током такмичарских песама, док ће за ревијални део програма моћи да се померају. Ово је касније потврдио ЕБУ, у саопштењу за дански DR.

### Инцидент са македонском заставом
Током церемоније отварања такмичења, македонска представница Андреа је на тиркизном тепиху пре сликања за новинаре виђена како баца македонску заставу на под. Македонски јавни сервис МРТ је истог дана објавио саопштење у ком осуђује Андреино „непоштовање националних симбола", које је према македонском закону кажњиво. У истом саопштењу, сервис је изјавио да разматра повлачење Андрее са такмичења, као и да ће одговорни у делегацији сносити последице. Андреа се касније тог дана извинила за свој поступак, тврдећи да су фотографи тражили да се слика без заставе, а да нико из делегације није био у њеној близини коме би заставу дала.

### Покушај сајбер напада
Дана 11. маја 2022, про-руска група хакера под именом Килнет је извршила нападе на разне вебсајтове италијанских институција, укључујући и Министарство одбране Републике Италије, Сенат, Национални здравствени институт и Ауто-мото савез Италије. Касније је откривено да је званична страница Песме Евровизије била једна од мета напада, као и платформа преко које се систем гласања одвија. Више напада је пријављено и током првог полуфинала и финала. Напади нису били успешни и није било проблема са вебсајтом, ни са платформом за гласање.

### Проблеми са гласовима жирија
Током жири шоу-а другог полуфинала 11. маја 2022, примећене су нерегуларности у гласању шест националних жирија (жирији Азербејџана, Грузије, Пољске, Румуније, Сан Марина и Црне Горе). Као последица тога, њихови поени су поништени и замењени заменским гласовима, заснованим на гласовима држава са сличним шаблонима гласања. Државе чији су гласови коришћени за рачунање заменских су биле у истом шеширу током жреба за полуфинала. Фландријски емитер ВРТ је касније објавио да су жирији држава који су поништени били у договору да гласају једни за друге.
Током додељивања гласова жирија у финалу, гласови Азербејџана, Грузије и Румуније су објављени од стране Мартина Естердала, извршног супервизора такмичења. У преносу је речено да су постојали технички проблеми при успостављању конекције са објављивачима резултата. Објављивачи би били Нармин Салманова, Хелен Каландаџе и Еда Маркус.
После финала, румунски емитер ТВР је оптужио ЕБУ за „мењање правила" и захтевао даље објашњење поводом инцидента. У њиховим првобитним гласовима, њихових 12 поена би ишло Молдавији. Грузијски емитер GPB и азербејџански емитер ИТВ су захтевали детаљније саопштење поводом њихових гласова жирија, тврдећи да су њихових 12 поена жирија требали да иду Украјини. Црногорски емитер РТЦГ је такође захтевао детаљније објашњење. Такође, TVR и İTV су тврдили да није било техничких проблема при укључивању саопштивача гласова.

### Кратко одсуство Лауре Паусини
Током гласова жирија у финалу, једна од презентерки такмичења Лаура Паузини је углавном била одсутна, тако да су њене колеге Алесандро Кателан и Мика морали да је покрију, што је изазвало кратке застоје пошто је Кателан трчао између сцене и зелене собе да ради интервјуе. Паусини се вратила на сцену пре читања телегласова без објашњења, али се касније огласила на Инстаграму да јој је нагло пао притисак и да су јој доктори саветовали да направи паузу. Такође је потврдила да није болесна.

## Међународни преноси и гласања

### Гласања и објављивачи резултата
Редослед гласања је објављен на дан финала.
1. Холандија — Жангу Макрој (холандски представник 2021)
2. Сан Марино — Лабијуз
3. Северна Македонија — Јана Бурческа (македонска представница 2017)
4. Малта — Ајдан Касар
5. Украјина — Катерина Павленко (украјинска представница 2021 као чланица групе Go A)
6. Албанија — Андри Џаху
7. Естонија — Танел Падар (победник 2001)
8. Азербејџан — нико[е]
9. Португалија — Педро Татанка (португалски представник 2021 као члан групе The Black Mamba)
10. Немачка — Барбара Шунебергер
11. Белгија — Давид Жанмо
12. Норвешка — Тикс (норвешки представник 2021)
13. Израел — Данијел Стјопин
14. Пољска — Ида Новаковска (водитељка дечје песме Евровизије 2019. и дечје песме Евровизије 2020)
15. Грчка — Стефанија Либеракакис (грчка представница 2021; холандска представница на дечјој песме Евровизије 2016. као чланица групе Kisses)
16. Молдавија — Елена Банчила
17. Бугарска — Џанан Дурал
18. Србија — Драгана Косјерина
19. Исланд — Арни Фјола Асмунсдоутир
20. Кипар — Лукас Хаматсос
21. Летонија — Саманта Тина (летонска представница 2021)
22. Шпанија — Нивес Алварез
23. Швајцарска — Жули Бертоје
24. Данска — Тина Милер
25. Француска — Елоди Госуин (водитељка дечје песме Евровизије 2021.)
26. Јерменија — Гарик Папојан
27. Црна Гора — Андријана Вешовић
28. Румунија — нико[е]
29. Ирска — Линда Мартин (ирска представница 1984. и 1992; победница 1992)
30. Словенија — Лорела Флего
31. Грузија — нико[е]
32. Хрватска — Иван Дориан Молнар
33. Литванија — Вајдотас Валиукевичијус (литвански представник 2021 као члан групе The Roop)
34. Аустрија — Филип Ханза
35. Финска — Аксел Канканранта
36. Уједињено Краљевство — Ејџеј Одуду
37. Шведска — Дотер
38. Аустралија — Кортни Ект
39. Чешка — Татјана Кухарова
40. Италија — Каролина Ди Доменико

### Коментатори
| Држава               | Пренос                                                                  | Вечери                    | Коментатори                                                           | Реф                             |
| -------------------- | ----------------------------------------------------------------------- | ------------------------- | --------------------------------------------------------------------- | ------------------------------- |
| Азербејџан           | İTV                                                                     | Све вечери                | Мурад Ариф                                                            | [ 142 ]                         |
| Албанија             |                                                                         | Све вечери                | Андри Џаху                                                            |                                 |
| Аустралија           |                                                                         | Све вечери                | Миф Вархуст и Џоел Кризи                                              | [ 143 ]                         |
| Аустрија             |                                                                         | Све вечери                | Анди Кнол                                                             | [ 144 ]                         |
| Белгија              | één                                                                     | Све вечери                | Холандски: Питер ван де Вајр                                          | [ 145 ]                         |
| Белгија              | La Une                                                                  | Све вечери                | Француски: Жан-Луј Лахај и Морен Лојс                                 | [ 146 ] [ 147 ] [ 148 ]         |
| Бугарска             | БНТ 1 и БНТ HD                                                          | Све вечери                | Елена Розберг и Петко Кралев                                          |                                 |
| Грузија              | GPB First Channel                                                       | Све вечери                | Лика Лобиладзе                                                        |                                 |
| Грчка                | ERT1                                                                    | Све вечери                | Јоргос Капуцидис и Марија Козаку                                      | [ 149 ]                         |
| Грчка                | Deftero Programma, Voice of Greece                                      | Све вечери                | Димитрис Меиданис                                                     | [ 150 ]                         |
| Данска               | DR1                                                                     | Све вечери                | Хенрик Милинг и Николај Молбех                                        | [ 151 ]                         |
| Естонија             | ETV                                                                     | Све вечери                | Марко Рејкоп                                                          | [ 152 ]                         |
| Израел               | Kan 11                                                                  | Прво полуфинале и финале  | Асаф Либерман и Акива Новицк                                          | [ 153 ]                         |
| Ирска                | RTÉ2                                                                    | Полуфинала                | Марти Велан                                                           | [ 154 ] [ 155 ]                 |
| Ирска                | RTÉ One                                                                 | Финале                    | Марти Велан                                                           | [ 154 ] [ 155 ]                 |
| Исланд               | RÚV, RÚV 2                                                              | Све вечери                | Гисли Мартеин Балдурсон                                               | [ 156 ] [ 157 ]                 |
| Исланд               | Rás 2                                                                   | Финале                    | Гисли Мартеин Балдурсон                                               | [ 156 ] [ 157 ]                 |
| Италија              | Rai 1                                                                   | Све вечери                | Габријеле Корси, Кристијано Малђођлијо и Каролина Ди Доменико         | [ 158 ] [ 159 ] [ 160 ] [ 161 ] |
| Италија              | Rai Radio 2                                                             | Све вечери                | Ђино Касталдо и Ема Стокхолма                                         | [ 158 ] [ 159 ] [ 160 ] [ 161 ] |
| Јерменија            | Armenia 1                                                               | Све вечери                | Гарик Папојан и Храчухи Утмазјан                                      | [ 162 ] [ 163 ]                 |
| Јерменија            | Јавни радио Јерменије                                                   | Све вечери                | Не зна се                                                             | [ 162 ] [ 163 ]                 |
| Кипар                | RIK 1, RIK SAT, RIK HD                                                  | Све вечери                | Мелина Карагеоргију и Александрос Тарамунтас                          | [ 164 ]                         |
| Летонија             | LTV1                                                                    | Све вечери                | Томс Гревинш и Лаурис Реиникс                                         | [ 165 ]                         |
| Литванија            | LRT, LRT HD и LRT Radijas                                               | Све вечери                | Рамунас Зилнис                                                        | [ 166 ]                         |
| Малта                | TVM                                                                     | Све вечери                | Артур Каруана                                                         |                                 |
| Молдавија            | Moldova 1, Radio Moldova, Radio Moldova Muzical и Radio Moldova Tineret | Полуфинала                | Ђулијета Ардован                                                      |                                 |
| Молдавија            | Moldova 1, Radio Moldova, Radio Moldova Muzical и Radio Moldova Tineret | Финале                    | Доина Стимповшчи                                                      |                                 |
| Немачка              | One                                                                     | Полуфинала                | Питер Урбан                                                           | [ 167 ] [ 168 ]                 |
| Немачка              | Das Erste                                                               | Финале                    | Питер Урбан                                                           | [ 167 ] [ 168 ]                 |
| Норвешка             | NRK1                                                                    | Све вечери                | Марте Стокстад                                                        | [ 169 ] [ 170 ]                 |
| Пољска               | TVP 1 и TVP Polonia                                                     | Све вечери                | Марек Сјероцки и Александер Сикора                                    | [ 171 ]                         |
| Португал             | RTP1 и RTP Internacional                                                | Све вечери                | Нуно Галопим                                                          | [ 172 ] [ 173 ]                 |
| Румунија             | и                                                                       | Све вечери                | Богдан Станеску                                                       |                                 |
| Сан Марино           | SMtv San Marino и Radio San Marino                                      | Све вечери                | Лиа Фјорио и Ђиђи Рестиво                                             | [ 174 ]                         |
| Северна Македонија   | МРТ 1, МРТ 2                                                            | Све вечери                | Ели Танасковска                                                       | [ 175 ] [ 176 ]                 |
| Словенија            | RTV SLO2                                                                | Полуфинала                | Андреј Хофер                                                          | [ 177 ]                         |
| Словенија            | RTV SLO1                                                                | Финале                    | Андреј Хофер                                                          | [ 177 ]                         |
| Словенија            | Radio Val 202                                                           | Прво полуфинале и финале  | Андреј Хофер                                                          | [ 177 ]                         |
| Словенија            | Radio Maribor                                                           | Полуфинала и финале       | Андреј Хофер                                                          | [ 177 ]                         |
| Србија               | РТС 1, РТС Свет и РТС Планета                                           | Прво полуфинале           | Силвана Грујић                                                        | [ 178 ] [ 179 ]                 |
| Србија               | РТС 1, РТС Свет и РТС Планета                                           | Друго полуфинале и финале | Душка Вучинић                                                         | [ 178 ] [ 179 ]                 |
| Уједињено Краљевство | BBC Three                                                               | Полуфинала                | Скот Милс и Рилан Кларк Нил                                           | [ 180 ] [ 181 ]                 |
| Уједињено Краљевство | BBC One                                                                 | Финале                    | Грејам Нортон                                                         | [ 180 ] [ 181 ]                 |
| Уједињено Краљевство | BBC Radio 2                                                             | Финале                    | Кен Брус                                                              | [ 180 ] [ 181 ]                 |
| Украјина             | UA:Kultura                                                              | Све вечери                | Тимур Мирошниченко                                                    | [ 182 ] [ 183 ]                 |
| Украјина             | UA:Radio Promin                                                         | Све вечери                | Ана Заклетска, Димитро Закарченко, Саша Франко и Јевген Павлијуковски | [ 182 ] [ 183 ]                 |
| Финска               | Yle TV1                                                                 | Све вечери                | Фински: Мико Силвенојнен Шведски: Ева Франц и Јохан Линдрос           | [ 184 ]                         |
| Француска            | Culturebox                                                              | Полуфинала                | Лоренс Боколини                                                       | [ 185 ] [ 186 ]                 |
| Француска            | France 2                                                                | Финале                    | Стефан Берн и Лоренс Боколини                                         | [ 185 ] [ 186 ]                 |
| Холандија            | NPO 1, BVN                                                              | Све вечери                | Корналд Мас и Сандер Лантинга                                         | [ 187 ] [ 188 ] [ 189 ]         |
| Холандија            | NPO Radio 2                                                             | Финале                    | Френк ван т Хоф и Жорен Кијк ин де Вегт                               | [ 187 ] [ 188 ] [ 189 ]         |
| Хрватска             | HRT 1                                                                   | Све вечери                | Душко Ћурлић                                                          | [ 190 ]                         |
| Хрватска             | HR 2                                                                    | Све вечери                | Златко Туркаљ                                                         | [ 190 ]                         |
| Црна Гора            | TVCG 1 и TVCG SAT                                                       | Полуфинала                | Дражен Бауковић и Тијана Мишковић                                     |                                 |
| Чешка                | ČT2                                                                     | Све вечери                | Јан Максијан                                                          | [ 191 ] [ 192 ] [ 193 ]         |
| Швајцарска           | SRF 1                                                                   | Финале                    | Немачки: Свен Епинеј                                                  | [ 194 ]                         |
| Швајцарска           | SRF zwei                                                                | Полуфинала                | Немачки: Свен Епинеј                                                  | [ 194 ]                         |
| Швајцарска           | RTS Un                                                                  | Финале                    | Француски: Жан Марк Ричард, Ђон Мухаремај                             | [ 194 ]                         |
| Швајцарска           | RTS Deux                                                                | Полуфинала                | Француски: Жан Марк Ричард, Николас Тане                              | [ 194 ]                         |
| Швајцарска           | RSI La 1                                                                | Финале                    | Италијански: Клариса Тами, Франческа Марђота и Борис Пифарети         | [ 194 ]                         |
| Швајцарска           | RSI La 2                                                                | Полуфинала                | Италијански: Клариса Тами, Франческа Марђота и Борис Пифарети         | [ 194 ]                         |
| Шведска              | SVT1                                                                    | Све вечери                | Едвард Аф Силен и Линеа Хенриксон                                     | [ 195 ]                         |
| Шпанија              | La 1                                                                    | Све вечери                | Тони Агиљар и Хулија Варела                                           | [ 196 ]                         |

| Држава или територија | Вечери     | Коментатори                | Пренос  | Реф             |
| --------------------- | ---------- | -------------------------- | ------- | --------------- |
| Косово и Метохија     | Све вечери | Не зна се                  | РТК     | [ 197 ]         |
| САД                   | Све вечери | Без коментатора            | Peacock | [ 198 ] [ 199 ] |
| САД                   | Финале     | Еван Спенс и Алисија Мишел | WJFD-FM | [ 200 ]         |

## Остале награде
Поред трофеја за победника, додељене су и Награде Марсел Безенсон, као и You're A Vision награда фанова. Такође је одржано и ОГАЕ (Генерална организација евровизијских аматера) гласање пре такмичења.

### Награде Марсел Безенсон
Награде Марсела Безенсона одају почаст најбољим песмама у финалу такмичења. Добиле су име по Марселу Безенсону који се сматра оснивачем Песме Евровизије. Први пут су додељене 2002. од стране Кристера Бјеркмана и Ричарда Хереја. Постоје три награде: за уметнички наступ, награда композитора и награда новинара. Добитници се објављују мало пре финала такмичења.
| Категорија                  | Држава               | Песма | Извођач(и)       | Композитор(и)                                |
| --------------------------- | -------------------- | ----- | ---------------- | -------------------------------------------- |
| Награда за уметнички наступ | Србија               |       | Констракта       | Ана Ђурић Милован Бошковић                   |
| Награда новинара            | Уједињено Краљевство |       | Сем Рајдер       | Сем Рајдер Ејми Вејџ Макс Волфганг           |
| Награда композитора         | Шведска              |       | Корнелија Јакобс | Корнелија Јакобсдотир Иса Молин Давид Санден |

### ОГАЕ
ОГАЕ, организација више од четрдесет клубова фанова Песме Евровизије из Европе и даље, сваке године спроводи гласање, с почетком 2002. године. Пошто су сви клубови гласали, победничка песма је била шведска песма Hold Me Closer коју изводи Корнелија Јакобс. Првих пет места је приказано у табели испод.
| Држава               | Извођач(и)       | Песма | ОГАЕ резултат |
| -------------------- | ---------------- | ----- | ------------- |
| Шведска              | Корнелија Јакобс |       | 393           |
| Италија              | Мамуд и Бланко   |       | 387           |
| Шпанија              | Чанел            |       | 294           |
| Холандија            |                  |       | 218           |
| Уједињено Краљевство | Сем Рајдер       |       | 204           |

### награда
Године 2022. је одржано прво издање You're A Vision награде, коју одржава сајт Songfestival.be. Пошто је отказано одржавање Награда Барбара Декс због повезаности награде са негативним конотацијама, награда You're A Vision је основана у циљу „слављења креативности и разноликости који отелотворе дух Евровизије”, где је победник онај ко је имао најупечатљивији костим. Победник је био Шелдон Рајли из Аустралије. Прва четири места су приказана у табели испод.
| Место | Држава     | Извођач(и)   |
| ----- | ---------- | ------------ |
| 1.    | Аустралија | Шелдон Рајли |
| 2.    | Шпанија    | Чанел        |
| 3.    | Норвешка   |              |
| 4.    | Сан Марино | Акиле Лауро  |

### Евровизијске награде
У другом издању Евровизијских награда, учесници Песме Евровизије се такмиче у 10 категорија. Номинације су одлучивали разни сајтови, блогови и подкастови који се баве Песмом Евровизије, а фанови су одлучивали победника гласањем на Instagram-у. Победници у својим категоријама су подебљани и означени двоструким бодежом (‡).
| Најиновативнија сценографија | Најбољи вокал |
| --- | --- |
| - Србија: Констракта ‡ - Јерменија: Роса Лин - Чешка: - Финска:                                                                                             | - Пољска: Охман ‡ - Азербејџан: Надир Рустамли - Грчка: Аманда Георгијади Тенфјорд - Шведска: Корнелија Јакобс                                                  |
| Најиконичнији реквизит | Најбоља песма која се није квалификовала |
| - Сан Марино: Акиле Лауро (механички бик) ‡ - Грузија: (минијатурни циркус) - Словенија: (диско кугла) - Уједињено Краљевство: Сем Рајдер (свемирски кавез) | - Албанија: Ронела Хајати — ‡ - Хрватска: Миа Димшић — Guilty Pleasure - Кипар: Андромахи — - Северна Македонија: Андреа —                                      |
| Најбољи текст | Најбољи изглед |
| - Србија: Констракта — ‡ - Италија: Мамуд и Бланко — - Португал: Маро — - Украјина: Kalush Orchestra —                                                      | - Норвешка: ‡ - Аустралија: Шелдон Рајли - Литванија: Моника Љу - Украјина: Kalush Orchestra                                                                    |
| Најбоља коса | Најбољи спот |
| - Литванија: Моника Љу ‡ - Румунија: - Шпанија: Чанел - Уједињено Краљевство: Сем Рајдер                                                                    | - Уједињено Краљевство: Сем Рајдер — ‡ - Аустрија: Lumix са Пиом Мариом — - Молдавија: и — - Холандија: —                                                       |
| Најбоља кореографија | Најбољи моменат |
| - Шпанија: Чанел ‡ - Израел: Михаел Бен Давид - Норвешка: - Србија: Констракта                                                                              | - Телегласови Украјине ‡ - Сем Рајдер теши Маријуса Бера - Алесандрова деоница са зеленим екраном - Лаура Паузини пева Nel blu, dipinto di blu (позната и као ) |

## Службени албум
је службени компилацијски албум такмичења одржаног 2022. године, који је саставила Европска радиодифузна унија, а 22. априла 2022. године је издала кућа Universal Music Group. Албум садржи свих 40 песама изведених на Евровизији 2022. године, укључујући и полуфиналне нумере које нису добиле право учешћа у финалу.
| №               | Назив                      | Аутор(и) | Извођач                    | Трајање |  |
| 1.              | (Албанија)                 | Музика и текст: Ронела Хајати | Ронела Хајати              | 2:59    |  |
| 2.              | (Јерменија)                | Музика и текст: Роса Лин, Ларц Принципато, Кортни Харел, Али Кристал, Тамар Мардиродјан Капрелијан и Жереми Дузуле                                                               | Роса Лин                   | 2:59    |  |
| 3.              | (Аустрија)                 | Музика и текст: Андерс Нилсен, Габријеле Понте, Лука Михлмајр, Расмус Фликт и Софи Александра Твид-Симонс                                                                        | Лумикс и Пиа Марија        | 2:39    |  |
| 4.              | (Аустралија)               | Музика: Шелдон Рајли и Кем Наксон Текст: Шелдон Рајли | Шелдон Рајли               | 2:57    |  |
| 5.              | (Азербејџан)               | Музика и текст: Андреас Стоун Јохансон, Андерс Вретхов, Себастијан Шуб и Томас Стенгард                                                                                          | Надир Рустамли             | 2:57    |  |
| 6.              | (Белгија)                  | Музика и текст: Жереми Макизи, BGRZ, Мано Ромити, Мајк BGRZ и Силвио Лизбон | Жереми Макизи              | 2:51    |  |
| 7.              | (Бугарска)                 | Музика и текст: Милен Врабевски | Intelligent Music Project  | 2:55    |  |
| 8.              | (Швајцарска)               | Музика и текст: Мартин Галоп и Маријус Бер | Маријус Бер                | 2:55    |  |
| 9.              | (Кипар)                    | Музика и текст: Алекс Папаконстантину, Араш, Ејелар Мирзазаде, Фатјон Мифтарај, Филорета Фифи Раци, Хералдо Сандел, Јоргос Пападопулос, Роберт Улман, Виктор Свенсон и Ил Љимани | Андромахи                  | 3:01    |  |
| 10.             | (Чешка)                    | Музика: Ејнар Ериксен Квалеј, Аби Ф. Џоунс, Доминика Хаскова, Каспер Хатлестад и Бењамин Рекстад Текст: Бењамин Рекстад, Доминика Хаскова и Аби Ф. Џоунс                         | We Are Domi                | 2:58    |  |
| 11.             | (Немачка)                  | Музика и текст: Малик Харис, Мари Кобилка и Робин Керо | Малик Харис                | 3:00    |  |
| 12.             | (Данска)                   | Музика: Чиф 1, Ихан Хајдар, Реме и Сиги Сејври Текст: Ихан Хајдар, Сиги Сејври и Јулија Фабрин                                                                                   | Reddi                      | 3:00    |  |
| 13.             | (Естонија)                 | Музика: Стефан Хајрапетјан и Карл-Андер Рејсман Текст: Стефан Ајрапетјан | Стефан                     | 3:03    |  |
| 14.             | (Шпанија)                  | Музика: Лерој Санчез, Кит Харис, Ибере Фортес, Меги Сабо и Арјен Тонен Текст: Ибере Фортес, Лерој Санчез и Меги Сабо                                                             | Чанел                      | 2:54    |  |
| 15.             | (Финска)                   | Музика и текст: Лаури Иленен и Дезмонд Чајлд | The Rasmus                 | 3:00    |  |
| 16.             | (Француска)                | Музика: Алексис Морван Росијус Текст: Марин Лавињ | Алван и Ахез               | 2:46    |  |
| 17.             | (Уједињено Краљевство)     | Музика и текст: Сем Рајдер, Макс Волфганг и Ејми Веџ | Сем Рајдер                 | 2:54    |  |
| 18.             | (Грузија)                  | Музика и текст: Circus Mircus | Circus Mircus              | 2:36    |  |
| 19.             | (Грчка)                    | Музика: Аманда Георгијади Тенфјорд и Бјорн Хелге Гамелсетер Текст: Аманда Георгијади Тенфјорд                                                                                    | Аманда Георгијади Тенфјорд | 2:53    |  |
| 20.             | Guilty Pleasure (Хрватска) | Музика и текст: Миа Димшић, Вјекослав Димтер и Дамир Бачић | Миа Димшић                 | 3:00    |  |
| Укупно трајање: | Укупно трајање:            | Укупно трајање: | Укупно трајање:            | 57:17   |  |

| №               | Назив                | Аутор(и) | Извођач                      | Трајање |  |
| 1.              | (Ирска)              | Музика и текст: Брук Скалјон, Изи Ворнер и Карл Зајн | Брук                         | 3:01    |  |
| 2.              | (Израел)             | Музика и текст: Шен Ахарони, Лидор Садија и Аси Тал | Михаел Бен Давид             | 2:43    |  |
| 3.              | (Исланд)             | Музика и текст: Ловиса Елизабет Сигрунардоутир | Systur                       | 2:57    |  |
| 4.              | (Италија)            | Музика и текст: Алесандро Мамуд, Рикардо Фабрикони и Микеле Зока | Мамуд и Бланко               | 2:54    |  |
| 5.              | (Литванија)          | Музика и текст: Моника Љубинаите | Моника Љу                    | 3:00    |  |
| 6.              | (Летонија)           | Музика: Робертс Меменс и Јанис Јачменкис Текст: Дагнис Розинш и Јанис Петерсонс | Citi Zēni                    | 3:01    |  |
| 7.              | (Молдавија)          | Музика и текст: Михај Гинку, Роман Јагупов, Васил Адвахов и Виталиј Адвахов | Zdob şi Zdub и Браћа Адвахов | 3:00    |  |
| 8.              | (Црна Гора)          | Музика: Дарко Димитров и Владана Вучинић Текст: Владана Вучинић | Владана                      | 3:00    |  |
| 9.              | (Северна Македонија) | Музика: Александар Масевски Текст: Александар Масевски и Андреа Коевска | Андреа                       | 2:59    |  |
| 10.             | (Малта)              | Музика и текст: Дино Меданхоџић, Џули Агард, Стин Кинк и Ема Мускат | Ема Мускат                   | 3:01    |  |
| 11.             | (Холандија)          | Музика и текст: Стин ден Холандер и Арно Крабман | S10                          | 2:55    |  |
| 12.             | (Норвешка)           | Музика и текст: Кит, Џим и Диџеј Астронаут | Subwoolfer                   | 2:50    |  |
| 13.             | (Пољска)             | Музика: Кристијан Охман, Ешли Хиклин, Адам Вишнијевски, Миколај Трибулец Текст: Кристијан Охман и Ешли Хиклин | Охман                        | 2:59    |  |
| 14.             | (Португал)           | Музика: Маро и Џон Бланда Текст: Маро | Маро                         | 2:59    |  |
| 15.             | (Румунија)           | Музика: Андреј Урсу, Костел Доминтеану, Чезар Гуна и Александру Турку Текст: Андреј Урсу и Чезар Гуна | Wrs                          | 3:00    |  |
| 16.             | (Србија)             | Музика: Ана Ђурић и Милован Бошковић Текст: Ана Ђурић | Констракта                   | 3:00    |  |
| 17.             | (Шведска)            | Музика и текст: Иса Молин, Давид Занден и Корнелија Јакобсдотер | Корнелија Јакобс             | 3:00    |  |
| 18.             | (Словенија)          | Музика и текст: Филип Видушин, Жига Жвижеј, Гашпер Хлупич, Марк Семеја и Зала Веленшек | LPS                          | 3:00    |  |
| 19.             | (Сан Марино)         | Музика: Грегорио Калкули, Марко Ланчијоти, Матео Чичерони и Матија Чутоло Текст: Данијеле Деци, Данијеле Мунгај, Давиде Петрела, Федерико Де Маринис, Франческо Висково, Грегорио Калкули, Лауро Де Маринис, Марко Ланчијоти, Матео Чичерони, Матија Чутоло и Симон Пјетро Манцари | Акиле Лауро                  | 2:51    |  |
| 20.             | (Украјина)           | Музика: Ихор Диденчук, Тимофеј Музичук и Виталиј Дужик Текст: Иван Клименко и Олег Псијук | Kalush Orchestra             | 2:58    |  |
| Укупно трајање: | Укупно трајање:      | Укупно трајање: | Укупно трајање:              | 59:08   |  |